# 二二八事件
二二八事件是指1947年2月27日至5月16日間，臺灣各地爆發激烈的官民衝突，民眾要求政治改革，最終中華民國國民政府派遣軍隊武力鎮壓。1945年10月，日本在第二次世界大戰投降後，以陳儀為首的臺灣省行政長官公署接管臺灣。在政治上，政府施政偏頗、官紀敗壞、政治歧視，多數本土籍菁英被排拒在外；在社會上，受到國共內戰影響，武裝起事運動此起彼伏；在經濟上，計劃經濟政策造成通货膨胀與經濟危機，失業人口擴大，社會問題叢生；在文化上，戰後臺灣與中國大陸存在明顯隔閡，受日本化影響的臺灣人被指責是「奴化」，而被要求「中國化」。臺灣民眾對政府的不滿情緒逐漸累積，官民矛盾與族群矛盾更導致緊張情勢持續升高。
1947年2月27日，專賣局查緝員在臺北市太平町天馬茶房附近查緝私菸，打傷菸販林江邁、誤殺市民陳文溪，激起群眾久積的憤怒。2月28日，市民罷市、罷課、罷工，遊行至專賣局抗議、前往長官公署請願，但遭到衛兵以機槍掃射，數人死傷。這導致抗爭與衝突全面蔓延，臺灣各大都市爆發暴力事件，軍隊開槍鎮壓，死傷多人。為了解決爭端、消除積怨，各縣市民意代表、士紳階級組成二二八事件處理委員會，希望藉由政治交涉居中協調，並提出政治改革要求。另一方面，各地民間力量組成武裝部隊，收繳槍械、控制機關等，企圖以武力達成政治改革要求。
陳儀表面上妥協讓步，接受處理委員會意見，但將這次事件視為「叛亂」，向中央政府請調援兵。3月5日，國民政府主席蔣中正派兵前往臺灣。3月6日，高雄要塞司令彭孟緝在高雄市展開鎮壓。3月8日，憲兵團自福建省抵達基隆市，劉雨卿所率國民革命軍整編第二十一師等部隊亦陸續登陸，各地展開大規模軍事鎮壓，未有過多抵抗。3月10日，陳儀宣布全臺戒嚴，解散處理委員會等社會團體。期間出現大量群眾死傷、失蹤，基隆市、嘉義市、高雄市是受害最嚴重的地區。其後各地展開清鄉，出現許多冤獄案件。5月16日，魏道明就任臺灣省政府主席，結束戒嚴與清鄉。
二二八事件導致大量臺灣籍居民遭到逮捕、槍斃或失蹤，包括無關抗爭的菁英人士。這次事件影響地方政治生態，加深族群隔閡與對立。由於隨後臺灣實行長期戒嚴並進入白色恐怖時期，二二八事件牽涉到敏感的政治問題，成為禁止公開討論、研究的「歷史禁忌」。直到1980年代二二八平反運動的衝擊，臺灣社會才逐漸重新討論二二八事件。到了1990年代後，社會各界針對二二八事件展開調查研究、賠償受難者與家屬、建立紀念碑、回復名譽等。當前臺灣設有二二八事件紀念基金會與二二八國家紀念館，各地亦設有二二八和平紀念碑。

## 事件背景

### 接管臺灣

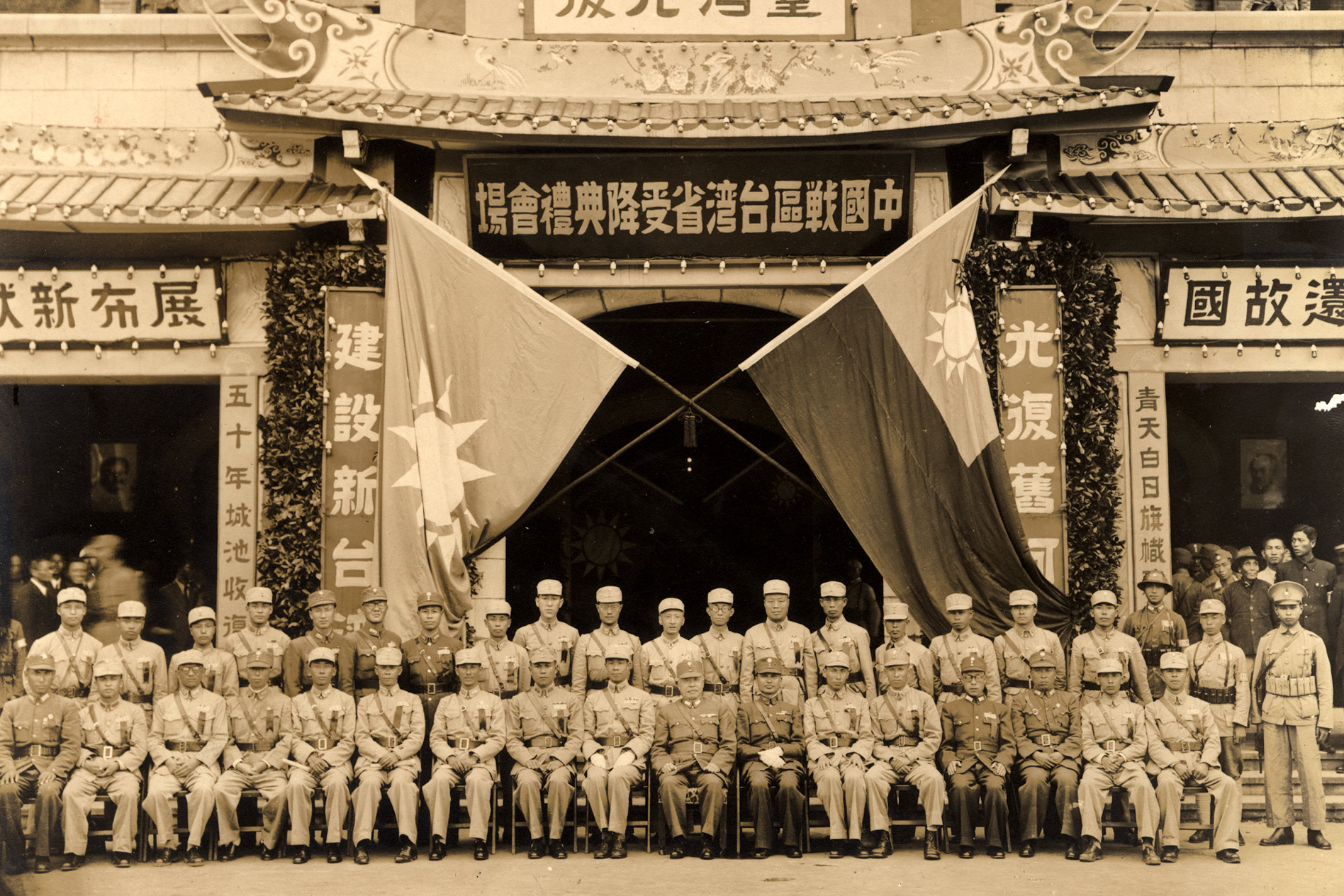
1945年10月25日，臺北公會堂舉行中國戰區第十五受降區受降典禮。雖未簽訂和平條約確立主權移交，國民政府卻已將臺灣視為中國的一省統治。

第二次世界大戰期間，日本在臺灣推行工業化與教育，其後推動國語運動、皇民奉公會等皇民化運動；這些舉措提升臺灣人教育程度，在地方政府的角色日趨重要。1943年，中華民國、美國與英國舉行開羅會議，在美國主導下確立戰後台灣歸還中華民國的原則；原先計劃奪取臺灣的美國軍隊改研議軍事佔領，開始構想戰後體制。1944年4月，在改變對臺灣政策後，國民政府中央設計局成立臺灣調查委員會，任命陳儀為主任委員，負責接管準備事宜，但在治理與用人政策上存在歧見。當時陳儀是國民政府少數瞭解臺灣者，獲得國民政府主席、中國國民黨總裁蔣中正支持。
1945年8月15日，日本昭和天皇宣讀《終戰詔書》，向同盟國無條件投降，結束第二次世界大戰；駐日盟軍總司令道格拉斯·麥克阿瑟發布《一般命令第一號》，指示在臺灣的日本軍向中國戰區最高統帥蔣中正投降，並協助同盟國軍隊實施占領。美國與中華民國共同擬定對臺灣的軍事佔領、派遣情報機構調查，而後者變更了接管計劃的名稱與執行，積極宣傳是「臺灣光復」。國民政府在重慶市成立臺灣省行政長官公署及臺灣省警備總司令部臨時辦公處，特任陳儀為臺灣省行政長官、兼任臺灣省警備總司令。9月20日，正式公布《臺灣省行政長官公署組織條例》。
當時許多臺灣社會精英和民眾存在「祖國情結」，對擺脫日本殖民統治的「新時代」有一定期待，歡迎程度超過中國大陸其他地區。在政治真空期，各地青年學生籌組三民主義青年團等團體，維持公共安全、保護公有資源、迎接國民政府等，惟這類團體後來被要求改組解散。陳炘、林獻堂、葉榮鐘等日治時期社會運動人士、知識分子組織歡迎國民政府籌備會，在各地指導練唱《中華民國國歌》、建造歡迎牌樓、訂製中華民國國旗，但也有部分人士在草山會議推動臺灣獨立未果。10月17日，國民革命軍部隊抵達臺灣。10月25日，臺北市臺北公會堂舉行了受降典禮。
當時中國東北地區爆發第二次國共內戰，國民政府因情勢惡化無力關注臺灣，只將臺灣視為邊境。國民政府軍事委員會調查統計局、中國國民黨中央執行委員會調查統計局、中央俱樂部、中國國民黨黨部等政治派系派員前往臺灣，部署情報網、接收日產與爭奪資源，情報機構展開反情報、肅奸等工作，陳儀則任由派系勢力互鬥。1946年，臺灣舉行地方選舉，選出臺灣省參議會等民意代表，促成政治參與熱潮；但也發生逮捕漢奸、捕殺協助人士、起訴蔣渭川與王添灯等事件，並出現區分原住臺灣之「臺灣人／本省人」與中國大陸各省區之「外省人」的省籍意識。

### 政治弊端

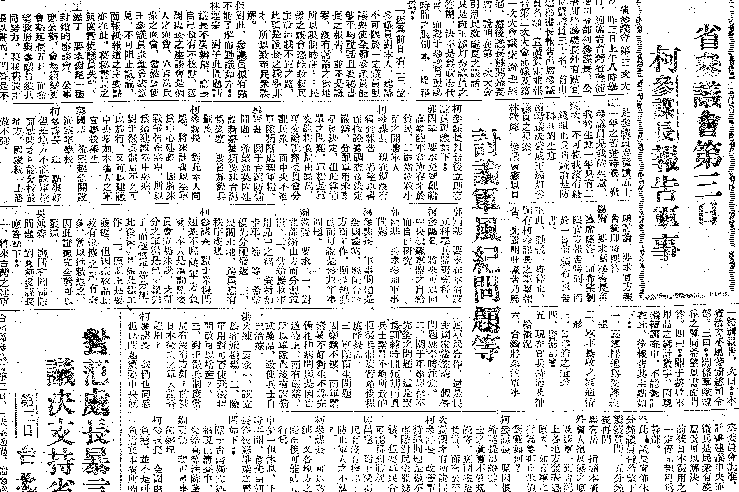
1946年5月，第一屆臺灣省參議會第一次大會上，參議員質詢臺灣省警備總司令部參謀長柯遠芬軍紀問題

在政治方面，長官公署的特殊化體制經國民政府特別授權，不同於中國大陸各省的委員會制，但存在諸多缺失、官箴與軍紀欠佳。臺灣省行政長官享有極大委任立法權，且擁有行政機關、司法機關、人事管理指揮監督權，加上陳儀兼任臺灣省警備總司令，形成中央集權的專制軍事政府。在頒布這個集行政機關、司法機關、立法機關、軍事於一體的長官公署體制後，許多原本滿懷期待的臺灣精英與民眾大失所望，並因這種體制與臺灣總督府相似而戲稱是「新總督府」，在實施期間不斷有人建議國民政府高層廢除、恢復省政府制度。
陳儀最初雖然有圖治之心，但性格剛愎，下情不能上達，官民關係惡劣。總攬大權的長官公署以統治者心態自居，不能體察民情，政治上打壓臺灣人民，政治措施、參與和待遇失衡；同時發布諸多臨時辦法，獨佔政治、經濟、社會等資源。雖然名義上給予臺灣人政治參與機會，實際卻以沒有政治人才、不理解中華民國國語等理由，將多數台灣本土精英排斥在中高級職位外。中國接收人員取代日本人地位，獨佔政府重要中高級職位，政府高層僅有1名半山人士宋斐如；臺灣人失去工作職位、或位居下層，政治地位和日治時期同樣遭受差別待遇，被視為「二等公民」。
對於中國大陸各省人獨佔政治權位，原先期待伸展抱負的臺灣精英感到失望，要求全面參政、實施縣市長選舉。除了獨佔高級公務員，許多機構單位開始充斥牽親引戚、裙帶關係的用人作風，並以外行領導內行。裙帶關係的風氣還導致一些公司、工廠摒棄有為青年，未獲僱傭的失業人士感到不平，種種現象更讓原本熱烈歡迎「祖國」的臺灣人民產生厭惡心理。同時在同一機構單位、同一職級的相同職業中，外省人的工資又比本省人高、甚至高出一倍，差別待遇的差距還比日治時期還大，這讓有工作職位者不平。
同時間，屯駐臺灣的國民革命軍第七十軍軍紀敗壞，軍人和警察偷竊、耍賴、威脅、詐騙、恐嚇、調戲、搶劫、殺人，開槍滋事案件在1946年屢見不鮮，民間稱為「賊仔兵」。接收官僚忽視臺灣進步的事實、並以中國習慣治理，同時陳儀用人不明，產生各種牽親引戚、社會特權、官僚作風、政風敗壞、營私舞弊、貪贓枉法、貪污賄賂、軍紀混亂等弊端，社會亂象頻生，成為二二八事件的重要原因。臺灣省參議員郭國基、林日高、韓石泉等人曾在臺灣省參議會提出質詢，但實際情況未有改善。

### 經濟困難

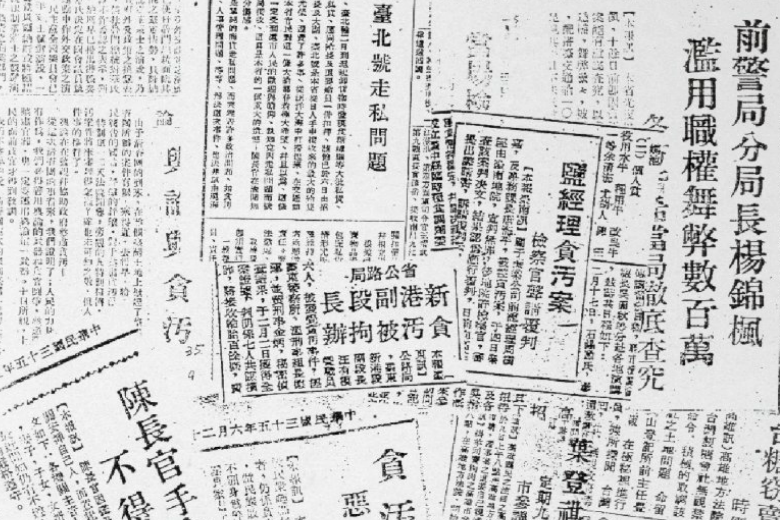
在二二八事件發生前，報紙報導各種貪贓枉法案例，讓臺灣群眾對於政權腐敗強烈不滿

戰後臺灣生產事業在第二次世界大戰空襲遭嚴重破壞，中國大陸因政局動盪而無力支援。在經濟政策方面，陳儀推行全面性計劃經濟，實行獨佔剝削、資源管制、金融獨佔、財貨專賣和國有企業貿易制度。基於索賠原則，日本留下的237家國有企業與私人公司、600餘個單位，納入長官公署各局處設置的27家公司經營，並與資源委員會爭奪接收資源。在大規模接收不當與人謀不臧下，日本財產變成特權者的私有財、甚至遭標售，臺灣人的私有財與產業也被無理沒收，這些中飽私囊的接收人員被譏稱是「五子登科」、「五天五地」，「接收」也被稱為「劫收」。
代表計劃經濟的機構還有專賣局與貿易局。沿襲日治時期的專賣制度，香菸、酒、樟腦、火柴、度量工具由專賣局專賣，食鹽、煤礦等資源則是財政部鹽務總局的臺南鹽業公司、臺灣省行政長官公署工礦處的臺灣省石炭調整委員會等國有企業專賣。對外的貿易局獨佔工業與農業產品的購銷輸出，包括食鹽、食糖、煤礦、稻米、樟腦等利潤產品，禁止出口的木材、紙張也可以公開運銷。隨著國有企業無限擴大，計劃經濟政策與民爭利，影響民生經濟發展；同時接收官僚大肆搜刮、官商勾結、獨佔許多物資，並利用臺幣與法幣的匯差，運往中國大陸賺取巨額利潤。
這些政策導致臺灣經濟發展嚴重扭曲，主要日用品價格飛漲、惡性通貨膨脹嚴重，經濟危機與社會危機浮現，生存條件比日治時期更為惡化。臺灣米糧短缺、價格暴漲並爆發米荒事件，食糖價格也因資源委員會將臺灣糖業公司白糖無償轉售暴漲，長官公署的緊急措施效果不彰。不當的經濟管制、濫印臺幣與抽稅政策，後果是百業蕭條、民生凋蔽，失業問題日趨嚴重，1946年底的失業人口估計有40萬人至50萬人（當時臺灣人口約600萬人）。隨著失業者面臨窘困生活，社會上的偷竊搶劫與街頭行乞日益增多，部分職業者亦無法領到工資。
1946年間，臺灣不斷爆發官員貪污案件，相關新聞報導在1月底至2月上旬便有6則；多位敢言的臺灣省參議員數次在臺灣省參議會質詢、揭露弊端。同年1月、4月和10月，監察院派遣閩臺區監察使楊亮功前往臺灣視察，提到社會不安及陳儀施政問題，但不被重視。同年7月，國防最高委員會指派劉文島組成中央清查團前往臺灣調查，指出貿易局局長于百溪和專賣局局長任維鈞貪污，根據胡允恭〈臺灣真相〉一文，陳儀替兩人脫罪，最終保釋而不被追究；依《民報》報導和公文檔案紀錄，清查團函請行政長官對于、任2人行政處分及移送法辦後，陳儀立刻回函全盤接受，于、任均遭停職，檢察官偵結後因罪嫌不足處分于、任2人不起訴，此結果若非出於無法證實之長官公署可能干預，則和輿論中民眾所見顯有不同，對臺人來說反而更可能印證傳言中本案「因受某高級人員之控制，不便起訴」，加深對外省人的不信任感。對於官僚無能、貪污情況嚴重，陳儀並未加以整頓，反而有意呵護下屬迴避責任，也加深社會不安，以及人民對政府的不滿。

### 文化差距

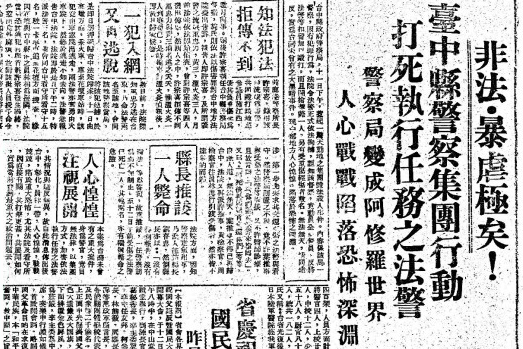
1946年11月，《民報》大篇幅報導員林事件

在社會文化方面，相較於長期戰爭的中國，日本殖民統治下的臺灣除了早期抗日運動至後期太平洋戰爭外大抵和平。經過長達50年的日本統治，臺灣進入近代社會，經濟發展、生活水準等遠較中國社會進步，並形成集體意識。在日本的隔離政策與現代化教育下，臺灣人具有近代國民和奉公守法的意識，認知和價值觀與當時的中國人有明顯差距。雖然最初臺灣人熱烈歡迎中國接管，但是因為對中國政治制度與社會現狀缺乏了解，對其期望標準過高；相處後發現真正的「祖國」與想像相差甚遠，在語言及文化產生隔閡與不適應，乃至產生失望或嘲弄心情。
陳儀及中國國民黨與臺灣社會之間存在著明顯隔閡，中國大陸政府官僚及民眾對臺灣情況非常陌生。當時的臺灣已有相當程度的日本化，且處在日語思考的文化圈內，初次抵達臺灣的中國大陸人士便能感覺到日本東洋氣息。雖然旅居臺灣的中國大陸人士對於臺灣的進步存有同感，但部分人因中國抗日戰爭甫結束、對「日本鬼子」欺凌的不滿，對於這類東洋氣息相當不自在與反感，指責臺灣人受到日本奴化教育影響，強力要求清除並「中國化」。長官公署設有臺灣省編譯館推動臺灣的文化重編計劃，並成立臺灣文化協進會等組織。
當時接收官僚經常以征服者、戰勝者的統治觀點，將臺灣人視為戰敗者，歧視、敵視、排斥與打壓臺灣的文化和價值觀，造成臺灣人與中國人之間的文化認知出現矛盾與衝突。相反地，臺灣社會開始流行「狗去豬來」的說法，並懷念起日治時期；無法理解此情感的中國大陸人士對此則批評是「奴化」，因而形成循環。同時期，政府在短期內無法順利完成復員工作，日本人的遣返、中國各地臺灣人與臺籍日本兵返回臺灣均出現問題，同時復員返回臺灣的臺籍日本兵就職無路、一文莫名，因而對政府有所不滿。
在日治時期，臺灣社會治安良好，並持續至後來的政治真空時期；其後因為經濟蕭條、民生凋敝、流氓大赦案等，社會偷竊搶劫四起、騷亂事件不斷。負責公共安全的軍人與警察紀律敗壞、作威作福，且臺灣與中國文化隔閡甚大，雙方適應不良及衝突對立，發生布袋事件、新營事件、員林事件、反美示威遊行、迎諧事件等警民衝突，社會治安日益惡化。最終政策失當、政治歧視、文化差異及社會問題叢生，催化族群矛盾、本土意識抬頭，官民間亦累積巨大矛盾，許多人因種種因素預感將出現危機，但是長官公署仍未有改善。

## 導火線

### 緝菸事件

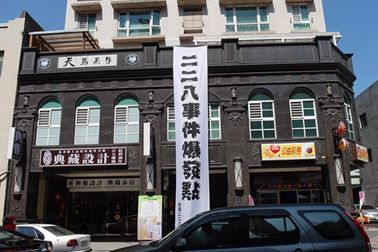
2005年，原先的天馬茶房建物拆除改建為華廈，建築外牆的「天馬茶房」字樣為當地文史工作者在此開設的咖啡館招牌

二二八事件爆發的導火線源自查緝員、憲兵、警察單位查緝私菸處理失當。1947年2月27日上午10時，專賣局臺北分局接獲淡水港有走私火柴、香菸等活動之密報，派出傅學通、鍾延洲、趙子健、劉超群、盛鐵夫、葉得根等6名查緝員，會同警察大隊派遣的4名警察，前往淡水港追查走私，但僅查獲少許香菸、未有重大斬獲。下午6時許，查緝員們回到臺北市小春園用過晚餐，依照密報轉往太平町圓環一帶查緝私菸，附近私菸攤販見狀紛紛逃散，最後在延平北路、南京西路交會處的天馬茶房廊下查獲逃避不及的林江邁出售私菸。
查緝員欲當場將香菸與所得現款全數查扣沒收，林江邁表示一家三口生活困難，跪地哀求不要將香菸等東西全部帶走，至少發還一部分；路旁民眾也紛紛聚攏圍觀、幫忙求情，但是查緝員不同意請求。林江邁情急下纏抱查緝員葉得根不放，葉得根隨手以配備的手槍槍柄敲擊頭部，導致前者出血受傷、昏迷在地。在場圍觀的行人見狀群情激憤，立即包圍查緝員；查緝員連忙拋棄貨車分頭逃竄，群眾緊追不捨。查緝員傅學通在永樂町遭緊追者抱住，情急下向群眾開槍示警，擊中在自宅圍觀狀況的市民陳文溪胸部，隔日不治。
這項舉動引起現場群眾更加激憤，將查緝員們遺留下來的專賣局貨車及其緝獲的走私香菸拖到圓環搗毀、放火焚燒洩憤。憤怒的群眾繼而追至查緝員躲藏的永樂町派出所，其後轉往包圍警察總局，要求交出肇禍兇手並將其槍斃，當時曾有警察局官僚出面說明圓環緝菸事件的處理情形，但民眾仍然激憤不已、無法諒解。晚上9時多，在場群眾得知查緝員被送往臺北市憲兵第四團團部後，前往憲兵團請願；群眾紛紛聚集包圍憲兵隊、呼喊交出兇手，憲兵第四團團長張慕陶數次出面威脅、規勸，都遭到群眾怒罵。
部份民眾前往《臺灣新生報》報社要求刊登事件，主編吳金鍊表示收到長官公署宣傳委員會命令，禁止各報刊登事件經過，憤怒群眾拆毀招牌、威脅燒毀報社。吳金鍊轉請社長李萬居出面，群眾在後者答應刊載後散去，隔日刊登約百字事件消息。2月28日，由於群眾包圍警察局及憲兵團要求處理兇手未果，不滿的市民在臺北市集結發起請願遊行示威、演說事件經過，通告罷市、罷課和罷工；許多商店相繼關門，街頭出現不安氣氛。上午9時，民眾遊行前往位於本町的專賣局臺北分局，途經太平町二丁目派出所時遭到警察出面制止，民眾憤而將其圍毆、搗毀派出所內物品。

### 宣布戒嚴

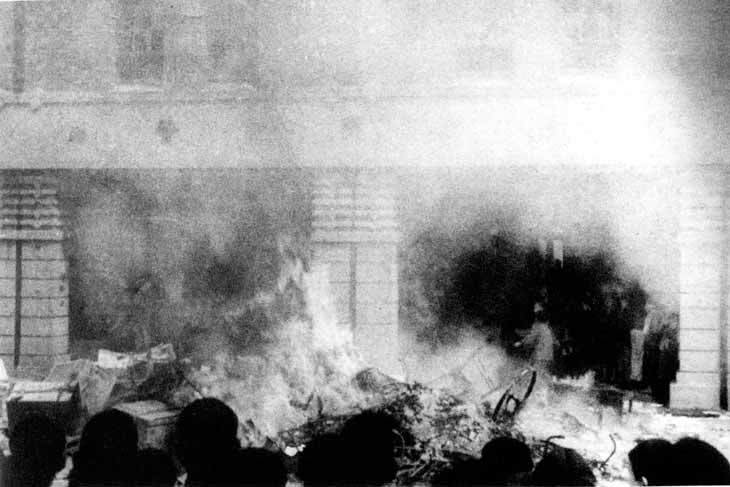
1947年2月28日，群眾聚集專賣局臺北分局門前，將專賣局所存的香菸、酒、火柴各種貨品拋到路上，連同停在一旁的腳踏車放火焚燒洩憤

上午10時，群眾在專賣局臺北分局集結，進入裡面圍毆打死2名職員，並打傷4名職員；並將專賣局所存的火柴、香煙、酒、器具、汽車與腳踏車等物品，全部拋到道路上縱火焚毀。警察得知訊息趕到現場，但見到圍觀民眾眾多、群情激昂，只能睜眼旁觀、不敢處理。中午12時，群眾包圍南門町的專賣局總局要求懲罰兇手，但是因為憲兵和警察事先防備，僅打破專賣局玻璃洩憤。因為訴求未能達成，群眾轉往專賣局前後任局長任維鈞與陳鶴聲官邸，當時兩人皆未在場，官邸內的物品遭砸毀；專賣局總局左側的南門工廠部份機器亦被搗毀。
下午1時，群眾由臺北車站前往長官公署請願示威，剛抵達中山路路口、尚未到達長官公署廣場前，遭到衛兵舉槍阻止前進。其後長官公署二樓的衛兵以機槍掃射驅散，當場造成至少2人死亡、數人受傷，其他請願民眾則四處躲避逃散。在發生長官公署衛兵開槍事件後，民眾的示威、抗議和遊行遭到政府武力鎮壓，局面更加複雜險惡。事件引爆群眾憤怒情緒，由請願懲罰兇手轉成反對長官公署的示威、且激化省籍衝突，臺北市街頭頓時出現暴力混亂，民眾分別佔領各交通要道、公共空間、飯店、商店等，紛亂一發不可收拾。
因為省籍怨恨，許多民眾將外省籍公務員、憲兵、警察視為主要攻擊對象，外省商人和民眾也在無法區別下遭到波及，在臺北府城南門、臺北新公園、臺北車站、本町、永樂町、太平町、萬華等地出現毆打事件，或是集中一地看管的情況。由外省人經營的公司也成為洩恨目標，正華大旅社、虎標永安堂、新臺公司等商店旅館遭到砸毀，汽車、貨車、貨物、商品等也遭到放火焚燒破壞。新竹縣縣長朱文伯、警備總司令部副官處處長王民寧皆差點遭受攻擊，不過許多臺灣人亦基於人道主義，在騷亂中集中保護或救助中國大陸人士。
憤怒的群眾還佔領臺北新公園的臺灣廣播電臺向全臺灣廣播，批判貪污舞弊、稻米外運、民不聊生等現象，呼籲民眾出面反抗。陳儀發布臺北市地區臨時戒嚴後，出動軍人、憲兵與警察開槍鎮壓，持續站崗巡邏，各地均有死傷。臺灣北部地區亦出現零星衝突，基隆市青年市民進攻警察局、派出所、機構宿舍，毆打外省人和軍人，遭基隆要塞司令部、憲兵隊及警察鎮壓，直到軍方宣佈戒嚴才略為平靜；臺北縣亦發生衝突。另外在3月4日，半山人士蘇紹文奉命調派新竹防衛司令，進駐新竹地區實施戒嚴、頒發公告，其後無重大事件發生。

### 衝突擴大

臺灣各縣市首長在事件期間與處理委員會、駐軍的互動

隨著臺灣人民紛紛發起各種抗爭，臺北市的衝突迅速蔓延各地，治安事件擴大為政治運動。各大都市皆有騷動與衝突，民眾攻擊、包圍或佔領地方政府或警察局抗爭，並毆打外省人；部分地區要求保管警察局、派出所、軍營、兵工廠的武器物資，以免開槍傷害民眾，並自行維持治安；也有為了接收軍人和警察武器，發生武裝衝突或遭鎮壓者，死傷多人。由於不滿種種不當政策，大部分反抗行動與衝突針對政治腐敗問題，不過各地反應不一，對政治改革的想像與計劃並不一致；參與分子則有青年學生、退伍的臺籍日本兵、失業者、地方領袖、地痞流氓等。
3月1日，板橋鎮秩序失控，民眾衝入臺北縣政府毆打職員，淡水鎮、瑞芳鎮等地亦有外省人遭毆打。群眾襲擊士林鎮、新店鎮地區供應局倉庫，搶劫軍用武器、物資並放火，金瓜石的臺灣金銅鑛籌備處職員宿舍遭到搗毀。桃園鎮民眾接收新竹縣政府、驅趕警察局官員，並阻擋自高雄市調派至臺北市的軍隊；彰化市則有民眾在彰化車站毆打士兵。3月2日，從臺北市前往新竹市的青年學生呼籲參加起義，民眾開始毆打外省人、搗毀商店，並分頭包圍襲擊新竹市政府機構、臺灣新竹地方法院、派出所、公務員宿舍，經憲兵及駐軍出動鎮壓而潰散。
同日，彰化市民眾毆打警察、搗毀器物，要求彰化市市長王一鹿罷免警察局督察長沈寶通、保管槍械等。臺南縣民眾襲擊斗六鎮、虎尾鎮、東石鄉、北港鎮等地政府辦公室和警察局，搗毀物品、接收槍械及編組武裝部隊；臺南縣政府所在地新營鎮、新化鎮、曾文、北門、新豐等地亦先後發生衝突，臺南縣縣長袁國欽率領政府人員走避阿里山鄉。3月3日，臺南市青年學生、民眾接管永樂町等派出所、警察局、第三監獄、海關倉庫槍械，彰化市民眾則控制彰化市政府機構。3月6日，臺南市中等以上學校學生在市區發起無武裝遊行。
臺灣東部地區及離島地區多是人心浮動、接收或代管警察局武器，並無重大衝突。3月3日，臺東縣民眾包圍田糧處倉庫、昌華公司米廠、縣長宿舍，臺東縣縣長謝真走避延平鄉紅葉村。3月4日，宜蘭區民眾收繳宜蘭機場空軍、蘇澳鎮軍需倉庫與警察局武器，集中保護外省人。花蓮市民眾要求軍人、憲兵和警察解除武裝，青年組織維持治安、收繳武器及分發糧食，花蓮縣政府人員見勢逃避。臺東縣民眾奪取憲兵、警察及臺東機場軍隊武器，佔領臺東縣政府及郵電機構。澎湖縣由於馬公要塞司令部軍隊固守，及要員居中協調，僅有少數騷亂事件。

## 各方行動

### 要求改革

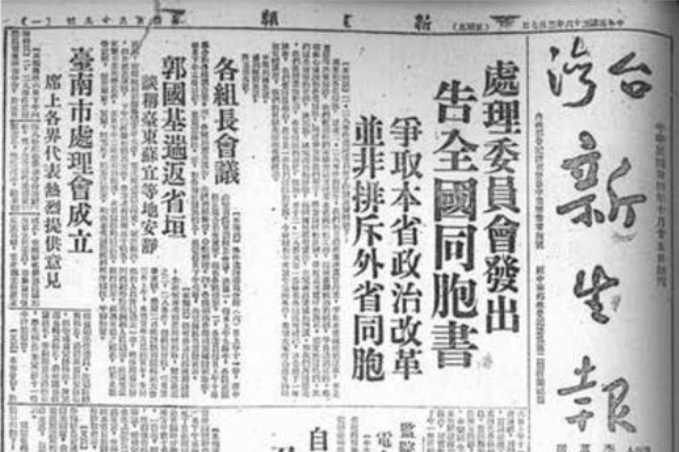
1947年3月6日，二二八事件處理委員會發表《二二八事件處理委員會告全國同胞書》，呼籲不要排斥外省人

3月1日，臺北市參議會邀集制憲國民大會代表、國民參政會參政員、臺灣省參議員，在中山堂組成「緝菸血案調查委員會」，推派黃朝琴、周延壽、王添灯、林忠等代表面見陳儀，提出組成「二二八事件處理委員會」等五項解決緝菸血案的請求，陳儀同意並發表廣播談話。3月2日，處理委員會在中山堂召開籌備會議，周一鶚、任顯群、包可永、趙連芳、胡福相等5位官員出席。會議聽取張晴川報告交涉情形，決定納入商會、工會、學生、民眾、臺灣省政治建設協會五方代表，其後主席周延壽擴大納入臺灣各縣市參議員、制憲國民大會代表等人參與。
3月3日，改組過後的處理委員會在中山堂召開首次會議，商定軍隊撤回軍營、學生青年組織治安服務隊、推派代表協商討論，並在特務潛入下成立忠義服務隊。3月4日，處理委員會在中山堂開會，長官公署代表不再參加。會議決議擴大組織，通知17個縣市組織地方的處理委員會，但各地分會成立時間與參與情形不一；推派代表會見警備總司令部參謀長柯遠芬，要求禁止武裝部隊在街頭向群眾開槍。由於長官公署應對無方，處理委員會向外廣播事件經過，表示只是爭取政治改革，原本單純的懲兇請願事件轉為政治改革運動。
3月5日，處理委員會通過《二二八事件處理委員會組織大綱》，提出八項政治改革方案。處理委員會至此發展成推動政治改革的團體，各地相繼成立分會，提出事件處置對策、整合民間意見、訴求政治改革。不過處理委員會僅要求陳儀撤職查辦、政治改革、高度自治、實施省長及縣市長選舉等，呼籲群眾不可毆打外省人，並無反叛中央政府的意思，秩序逐漸恢復。3月6日，在王添灯主持下，處理委員會選出林獻堂、陳逸松、李萬居、連震東、林連宗、黃國書、黃朝琴等17位民意代表為常務委員，同時發表《二二八事件處理委員會告全國同胞書》。
不過處理委員會內部立場分歧、令出多門，出現以蔣渭川為主的政治建設協會，與王添灯、陳逸松間的派系爭權。同時因為臨時成立而組織松散，處理委員會無法提出統一遵循的要求或行政綱領，未能充分發揮安定政局的功能。3月7日，處理委員會在中山堂開會，認為事件根本為腐敗政治，政府應負全部責任。王添灯具體化政治改革綱領，草擬《三十二條處理大綱》，包括對目前的處理7條、根本處理25條（軍事方面5條、政治方面20條），要求政治改革、高度自治。因為會議秩序混亂，另外附議追加10項要求，但追加條文有雷同或相似處。

### 中部衝突
在二二八事件中，除了處理委員會的「議會路線」外，臺灣中部和南部地區分別成立武裝部隊並爆發衝突，特別是嘉義地區的衝突最為激烈。3月2日，臺中座召開市民大會，前臺灣共產黨領袖謝雪紅被推選為市民大會主席，旗下臺灣人民協會積極參與遊行示威。隨後謝雪紅成立臺中地區治安委員會作戰本部，青年學生組成武裝隊伍爭取自治，與軍人和警察發生衝突。同日，一批臺中市南下的青年在嘉義市中央噴水池旁呼籲響應抗爭行動，嘉義市民眾、青年學生動員編制隊伍，襲擊嘉義市市長孫志俊公館、毆打外省人，接收警察局、嘉義市政府機關。
3月3日，謝雪紅利用示威群眾自發組織的人民大隊，全面接管臺中市警察局、專賣局臺中分局等重要政府機構，臺中市市長黃克立、專賣局臺中分局長趙誠等皆被拘捕，200餘名外省籍公務員及眷屬被集中看管。同日，三民主義青年團嘉義分團與嘉義市參議會舉辦市民大會，成立嘉義三二處理委員會、組織嘉義防衛司令部，民兵攻擊紅毛埤第十九軍械庫、控制嘉義廣播電臺。3月4日，嘉義市武裝部隊攻擊軍隊及政府官員聚集的山仔頂臺灣省立嘉義中學，而屯駐紅毛埤的羅迪光軍隊進入市區鎮壓，自山仔頂向市區砲擊，市民死傷不少。
其後嘉義市當地的學生幾乎大動員，不少社會人士支持抗爭行動，但參加者大半是烏合之眾。3月5日，嘉義民兵與臺中市、竹山鎮、斗六鎮、新營鎮、鹽水港等地青年學生支援的武裝部隊，向紅毛埤軍械庫、嘉義機場的守軍發動總攻擊，佔領水源地與發電廠，切斷通往機場的水電。嘉義機場的守軍派出代表談判，但在獲得臺北市飛機空投補給後立刻反擊，民兵在附近大量傷亡，陷入苦戰。其後軍隊暫停攻擊，與民軍互相對峙僵持5天。同時期，吳鳳鄉鄉長高一生在湯守仁、林立等勸告下，出動阿里山鄒族青年支援民軍，軍隊退至紅毛埤。
3月6日，嘉義機場的守軍與地方處理委員會談判，主要為軍隊繳械、民間提供糧食。同日，陳篡地的民軍攻擊虎尾空軍基地的駐軍，雙方激烈衝突，其後駐軍因糧食不足逃入林內。3月7日，民軍攻下紅毛埤軍械庫，守軍在撤退前放火焚燒庫房物資，轉往嘉義機場固守待援。當時除了800多名外省籍公務員被拘於嘉義市，其餘200人困守機場。不同於臺中市紳士階級透過議會爭取自治，臺中市民主保衛隊和各校青年學生在干城營區組織二七部隊，鍾逸人、蔡鐵城分別擔任隊長、參謀長，希望以武裝力量爭取民主政治。

### 高雄鎮壓

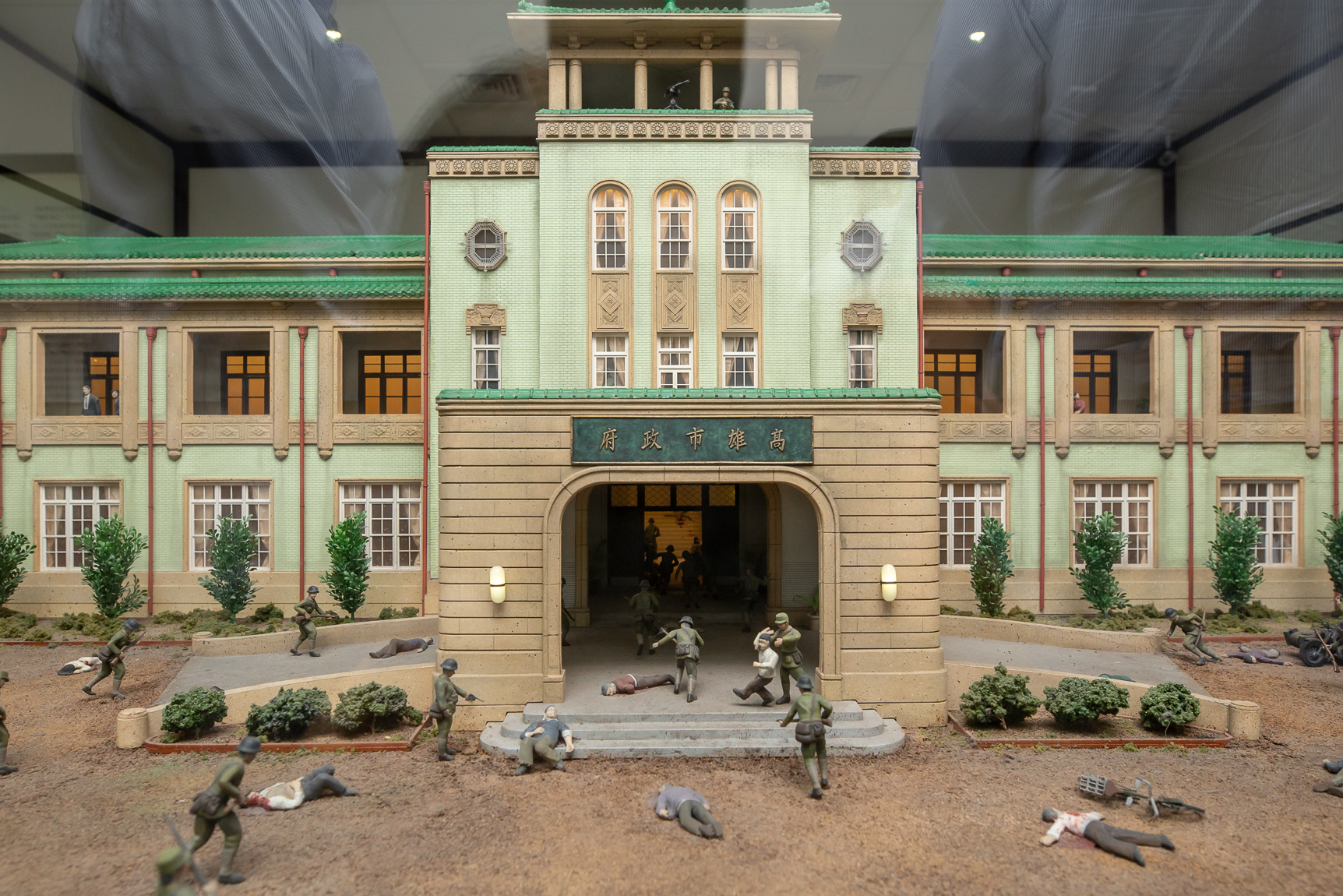
1947年3月6日，高雄要塞司令司令彭孟緝下令鎮壓高雄市政府禮堂

3月1日，高雄市地方要員已經獲知臺北市的訊息，高雄市市長黃仲圖、高雄要塞司令彭孟緝分別準備。3月2日，鹽埕埔群眾圍攻警察局、一〇五後方醫院、憲兵隊、左營、田町倉庫等地，高雄市700餘名外省籍公務員退避至壽山的高雄要塞司令部避難。當時屯駐高雄市的兵力頗多，彭孟緝更認為此舉形同叛亂，是陰謀分子和共產黨在幕後計劃，反對談判、待機出兵鎮壓。3月4日，高雄縣鳳山鎮、岡山鎮等地發生騷動，民眾包圍警所、進攻要塞，遭到軍隊擊退。屏東市群眾佔領市府及警察局、毆打外省人，脅迫屏東市市長龔履端封存武器。
以臺灣省立高雄第一中學為主的青年學生組成雄中自衛隊，與佔領高雄車站的憲兵隊激烈衝突，死傷多人；學生彈盡援絕，突圍避入附近三塊厝民房。3月5日，部分青年學生攻擊高雄要塞司令部，彭孟緝要求民眾繳械投降，以機槍掃射鼓山地區、迫擊砲砲擊體育場威脅。下午，高雄市市長黃仲圖、高雄市參議會議長彭清靠、涂光明、范滄榕、曾豐明等人持和平條件前往壽山，要求與彭孟緝談判；彭孟緝因軍事行動準備不足，採取拖延策略，以考慮所提條件為由，假意表示隔日再來協商談判。同日，屏東市民眾攻擊憲兵隊，脅迫屯駐的空軍軍隊繳械。
3月6日上午，處理委員會在高雄市政府禮堂開會，再度推派代表與彭孟緝交涉，希望禁止軍隊射擊或威脅市民、暫留軍營。黃仲圖、彭清靠、涂光明、范滄榕、曾豐明、李佛續等代表再次前往壽山，提出和平條件；但彭孟緝以涂光明拔槍刺殺為藉口，逮捕和談代表、只准黃仲圖返回，最後槍斃涂光明、范滄榕、曾豐明3人。下午，黃仲圖尚未回到處理委員會，彭孟緝斷然採取軍事鎮壓，下令高雄要塞司令部所屬武裝部隊、國民革命軍整編第二十一師何軍章團，兵分三路進攻高雄車站、高雄第一中學、高雄市政府及憲兵隊，並在市區大肆屠殺。
當軍隊抵達高雄車站時，遭到學生開槍阻擋，但後者因火力懸殊敗退。軍隊開槍掃射鐵路車站出入人群，附近民眾見狀逃散，躲避不及者直接遭到射殺；軍隊還進入高雄第一中學追擊逃散民眾。當時處理委員會與市民正在高雄市政府禮堂等待上山談判的訊息，武裝部隊無預警投擲手榴彈及機槍掃射，造成律師陳金能、高雄市參議員許秋粽、黃賜等人喪生。3月7日，部隊在高雄市市區逐戶搜查、搶劫民戶，甚至強暴婦女；軍隊無差別掃射造成大量無辜民眾傷亡，使得高雄市成為二二八事件受害最為嚴重的地區之一。

## 鎮壓肅清

### 因應決策

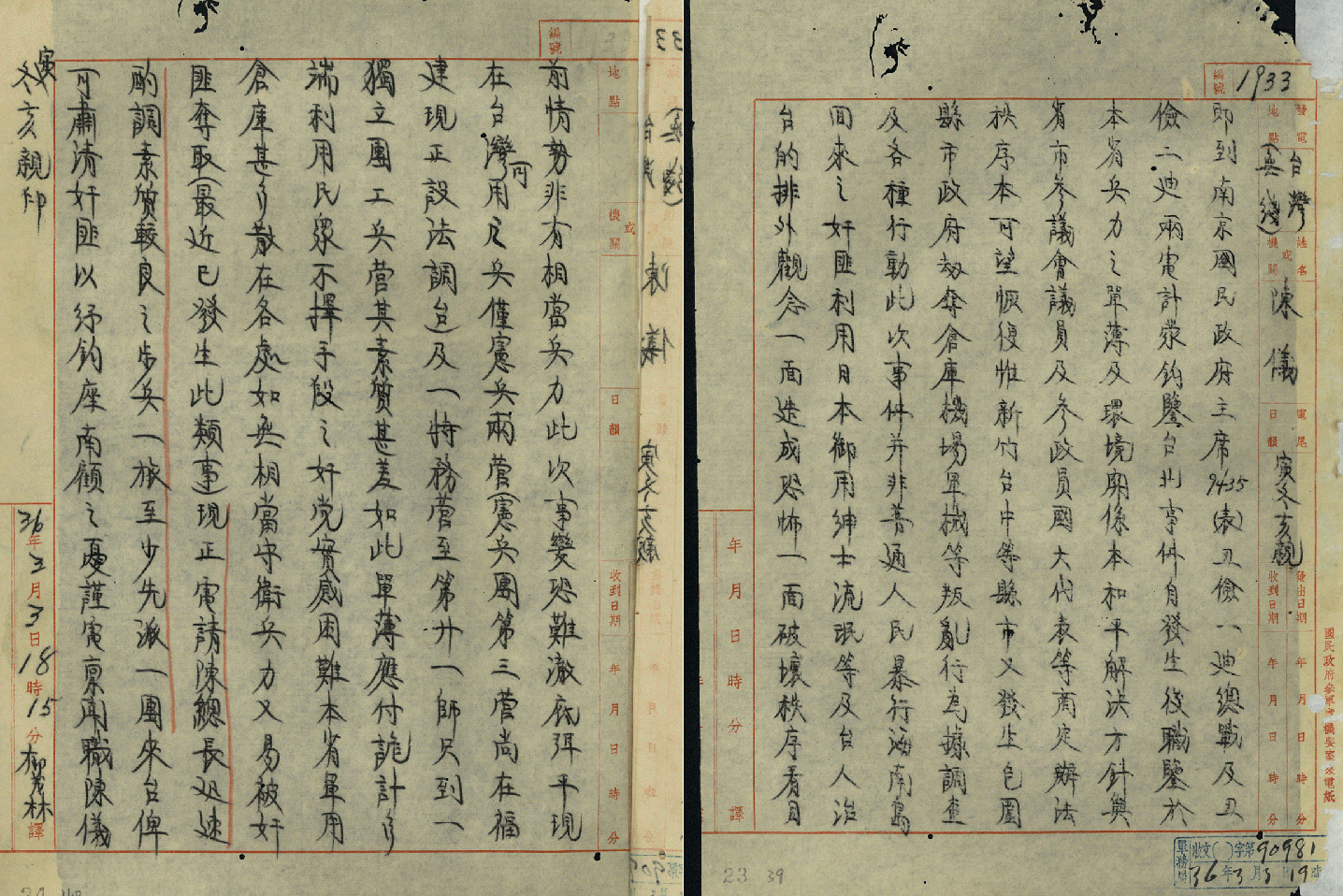
1947年3月2日，陳儀向南京市的中央政府請兵，要求國防部參謀總長陳誠盡速調派素質優良的一旅步兵前往臺灣

陳儀、柯遠芬、張慕陶、彭孟緝、李翼中等臺灣軍政首長及其他情報機構人員，未了解當時臺灣社會的情況，民眾對政治改革、改善經濟的迫切期待，一開始便認定事件的起因是「奸黨亂徒」策動，勾結歸來的浪人流氓、臺籍日本兵，並利用日本御用士紳藉端生事，故對於處理委員會或民眾的要求均視為無理取鬧或別有用心，並主張採取鎮壓的手段。2月28日，陳儀已經向蔣中正報告臺灣有「奸匪勾結流氓」製造混亂，並將權宜處置；但是當各地衝突逐漸蔓延後，陳儀一來鑒於軍警兵力不足以掌控局勢，二來為了維護其權位，採取安撫和分化的「兩面手法」。
陳儀一方面採取表面讓步妥協的安撫姿態，答應官民共組處理委員會、協調解決事件衝突，並呼籲不要走上街頭，對政治改革要求虛與委蛇、拖延誆騙；另一方面運用分化、滲透策略，分派軍事情報人員混入各地處理委員會，由情報機構、臥底線人、黑道、激進分子、相關利益人士等在旁監視、介入操縱，並利用蔣渭川製造內部矛盾。同時，陳儀向國民政府呈報不實報告、誇大事情的嚴重性，請調軍隊前往臺灣鎮壓，並欺瞞請兵一事。3月2日，陳儀便向蔣中正報告臺灣「情勢嚴重」，要求國防部參謀本部參謀總長陳誠迅速加派重兵平亂。
在與處理委員會周旋、假意接受要求時，陳儀通令各機構幹部因應變化「鎮靜處置」，積極進行軍事整備與人員部署。其後國民政府認定這次事件是「叛國」舉動，同意派兵前往臺灣鎮壓。3月6日，陳儀向蔣中正指稱臺灣群眾「想要離開中國獨立」，而駐紮臺灣的兵力不足，要求加派軍隊「消滅叛亂」。但是對於節節升高的政治改革訴求，陳儀仍廣播表示接受，並致函賦予處理委員會官方地位。3月7日，陳儀再次向中央政府要求加派軍隊鎮壓。同日，處理委員會通過《三十二條處理大綱》及要求，黃朝琴、王添灯等人前往長官公署面呈陳儀。
但在確定中央政府決定派遣軍隊、並於3月8日登陸基隆市後，陳儀斷然拒絕處理委員會的《三十二條處理大綱》，以此羅織臺灣人「公然背叛中國」、「追求獨立」等罪狀做為鎮壓藉口，並推卸責任。其後王添灯前往臺北廣播電臺發表最後一次廣播，對外說明事件原因和經過、宣讀《三十二條處理大綱》、遭到陳儀拒絕的情況等。3月8日，處理委員會意識到危機後，發表推翻《三十二條處理大綱》的聲明。中午12時，當軍隊即將登陸時，張慕陶前往中山堂與處理委員會談話，謊稱只要不牽涉軍隊議題，中央政府絕對不會對臺灣採取任何軍事行動。

### 武力鎮壓

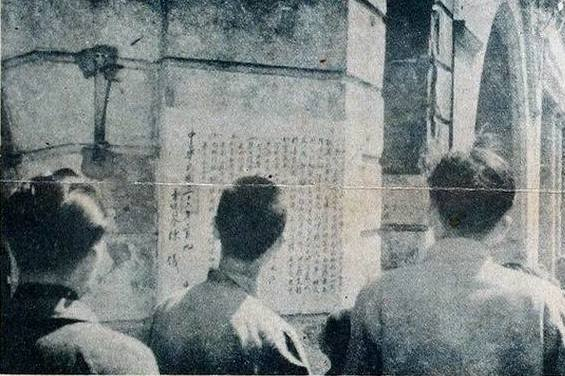
1947年3月9日，警備總司令部發出安民佈告，臺北市獲得控制

早在3月7日，為了配合援軍，陳儀下令所有武裝部隊集合待命、維持臺北市和基隆市交通與發電廠安全，並監視處理委員會活動。3月8日，福建省增援的憲兵團2個營搭乘海平輪登陸基隆市鎮壓，與基隆要塞司令部部隊在街頭密集掃射肅清、並搜查戶口，其後憲兵團進軍臺北市。晚間，長官公署下令警察和軍隊清剿處理委員會的開會地點中山堂，各部門參與者遭到逮捕、或開槍反擊，場面混亂。其後楊亮功搭乘的運兵卡車前往臺北市時遭受伏擊，圓山陸軍倉庫前則有數百名青年學生遭擊斃，警備總司令部、臺灣銀行等臺北市主要地區亦受到掃射。
3月9日，憲兵第二十一團第一營自基隆市抵達臺北市，陳儀立即宣布臺北市、基隆市開始戒嚴。雖然最初有零星攻擊事件，因為援軍不斷進駐臺北市壓制，鎮壓行動未遭遇強烈反抗便控制住局面。隨著整編第二十一師軍隊連續數天從基隆市登陸，政府在各地展開武力鎮壓、肅清、報復行動。3月10日，陳儀宣布全臺灣戒嚴、展開「綏靖」工作，下令解散處理委員會及各地分會等「非法組織」，並四處逮捕、暗殺處理委員會有關人士或地方紳士階級。新竹地區亦進行綏靖工作，員樹林、虎子山發生小規模武裝衝突。
雖然蔣中正命令不得採取報復行動，但是陳儀身為最高軍事政府長官，並未有效約束軍隊和警察依法執行綏靖任務。由於臺灣過去並沒有戒嚴經驗，臺北市各地仍有民眾在綏靖期間上學、上班、工作或購買糧食，因為聽不懂士兵口令或語言警告，便遭到軍隊開槍射殺或流彈波及，到處都是屍體。基隆要塞司令部奉命在基隆市市區展開綏靖工作，派兵增援屯駐金包里的軍隊，整編第二十一師四三八團第二營從旁協助。基隆要塞司令史宏熹在基隆市市區、金山鄉、社寮島等地展開掃蕩與逮捕，以致港灣遍佈遭捕殺投海的浮屍，屠殺情形僅次於高雄市。
在各綏靖分區警備部隊及警察執行武力掃蕩時，施行不少毆打、拘捕、報復等違反風紀行為，導致無辜民眾傷亡、任意逮捕、未經審判就地槍斃等情事發生，甚至不少民眾只因鎮壓掃蕩時肆行掃射而遭無差別射殺。3月11日，史國華下令軍隊包圍八堵車站，槍斃車站鐵路員工報復。3月12日，基隆要塞司部前往瑞芳鎮、四腳亭、九份、金瓜石一帶鎮壓，並搜查淡水中學。3月15日，宜蘭區、蘇澳鎮劃歸基隆綏靖區，重新部署兵力。3月24日，新竹地區展開第二階段綏靖工作，嚴密搜查武器、「掃除叛徒」及清查戶口。

### 衝突肅清

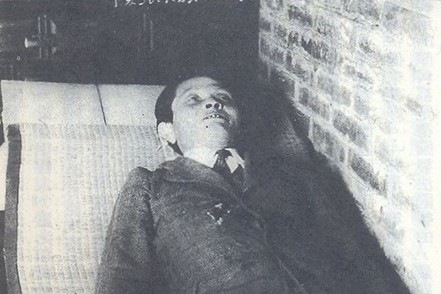
1947年3月25日，畫家、嘉義市參議員陳澄波在嘉義車站遭到槍殺，家屬將其屍體運回後拍攝遺照

由於長官公署已有周詳的計劃和部署，及各地騷亂未如報告般嚴重，武力掃蕩的行動遠較預期迅速。許多市鎮因處理委員會的斡旋調解趨於平靜，而中部和南部一帶的抗爭則是臨時組成、未經訓練且勢力分散的武力，無法對抗裝備精良的正規軍隊，這讓陸續南進其他縣市的軍隊所遭遇的戰鬥規模不大，許多地方精英、青年、學生、民眾遭逮捕殺害。3月8日，嘉義機場的守軍因嘉義民兵圍困有糧食匱乏的情形，但因臺北市飛機空運糧食彈藥、民間補給及武裝部隊增援，局勢逐漸改變。同日，整編第二十一師武裝部隊進駐屏東市，憲兵和警察開始拘捕人犯。
3月9日，半山人士劉傳能遊說處理委員會撤出嘉義機場外的包圍，守在機場外的民兵撤守，但後來數名試圖與軍隊議和的談判代表，在嘉義車站前遭到公開槍斃；同時軍隊還在嘉義市劉厝掃蕩，多名民眾死亡。同日，高雄要塞司令部總臺長彭啟超率領軍隊肅清左營高雄煉油廠，槍殺員工、濫肆拘捕、搜刮物資。3月12日，在鎮壓消息傳開後，為了避免城鎮戰傷及無辜市民，臺中市的二七部隊退入埔里鎮。3月13日，整編第二十一師武裝部隊進駐臺中市，並在市區展開鎮壓；其後空軍第三飛機製造廠協助運送軍隊，援軍持續進入中部和南部地區。
3月14日，軍隊陸續進入雲嘉南地區，展開綏靖工作。嘉義市軍隊在斗六鎮太平老街鎮壓，陳篡地率領的民軍寡不敵眾，轉入附近的小梅、樟湖山區，進行長期游擊戰。同日，軍隊進入龜子頭地方，遭到二七部隊中途截擊。3月15日，軍隊從集集鎮經由日月潭進入埔里鎮，與二七部隊發生槍戰，互有傷亡。3月16日，二七部隊在埔里鎮烏牛欄橋一帶，與前往掃蕩的軍隊發生激戰，並藉地利之便予以重創。但是由於彈藥不足、軍隊進逼、士氣浮動，二七部隊決定解散，隊員們各自回家避難，或南下參加陳篡地的游擊隊。
3月17日，整編第二十一師獲知二七部隊解散消息，進駐埔里鎮。其後陳篡地的游擊隊與軍隊數次發生激戰，雖然遭到重擊，但是因為山區地形複雜而未被徹底消滅，直至清鄉結束仍在小梅、樟湖等地活動。3月18日，整編第二十一師獨立團與第二營分別由鳳山鎮、宜蘭區兩地進駐臺東縣會合，在花蓮縣成立東部綏靖區司令部。3月20日，澎湖縣被劃為馬公綏靖區，馬公要塞司令史文桂主持各項綏靖工作，地方軍人和警察防止臺灣要犯潛逃澎湖群島，加強監控、搜捕「嫌疑份子」。

### 緝捕處刑

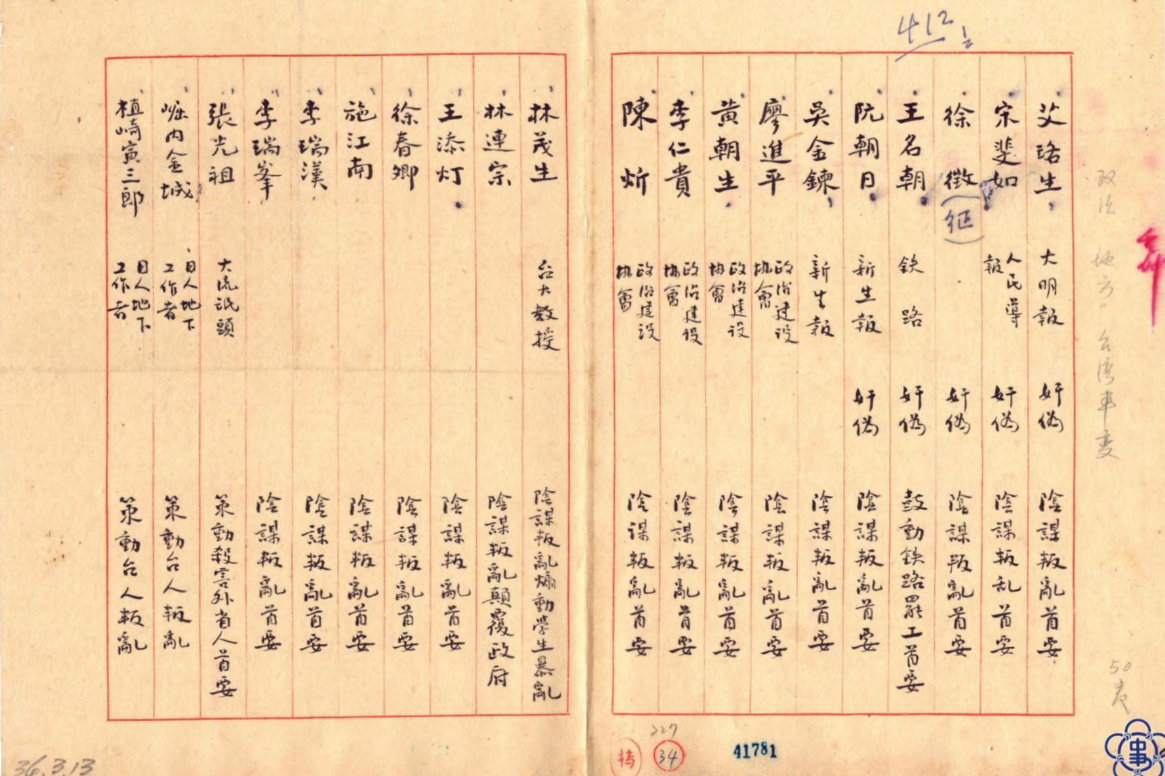
1947年3月11日，陳儀向蔣中正提交第一批叛亂名單，包括後來遭到密裁的臺灣媒體、政治及司法改革領袖

政府認定這次事件是叛國行為，政府、軍隊、憲兵、警察在援軍抵達後成立聯席會報，調查並製作黑名單，將參加談判或抗爭者一同列入有罪的「叛亂首要人犯」，有計劃地全面逮捕、秘密殺害。3月11日，臺灣公共安全交由憲兵負責，憲兵及憲兵團所屬的特高組、林頂立等國防部保密局臺灣站人員組成的臺灣省警備總司令部別働隊、警備總司令部第二處等特務機關，多次執行逮捕、密裁、暗殺、未審判處決工作，並互相爭奪捕殺功勞。陳儀還命令憲兵特高組秘密逮捕制憲國民大會代表林連宗等人，擴大事件的打擊面，引起民眾的驚恐與怨恨。
在軍隊登陸後的武力鎮壓、屠殺與清鄉行動中，參與各地處理委員會的委員及對政府表示不滿者，大多遭到逮捕或處刑。除了直接參與的反抗份子外，許多未參與事件的臺灣社會精英，包括民意代表、律師、醫生、法官、檢察官、大學教授、教師、學生、作家、工商領袖、媒體工作者、社會大眾等，在同一時段遭到逮捕殺害。其中部分人公開槍斃，屍首示眾；部分人秘密槍斃，未見屍體；部分人不知去處，音訊全無；部分人財產被奪，且未歸還。臺灣北部精英多遭逮捕暗殺或失蹤，南部精英則多被槍斃示眾，被捕坐牢者亦人數眾多。
政府有計劃地逮捕肅清社會精英，包括國立臺灣大學教授林茂生、大公企業創辦人陳炘、臺灣省參議員王添灯、林連宗、基隆市參議會副議長楊元丁、教育處副處長宋斐如、臺灣高等法院推事吳鴻麒、臺北市律師公會會長李瑞漢、律師李瑞峰、醫學博士施江南、《臺灣新生報》總經理阮朝日、《臺灣新生報》編輯吳金鍊、臺北市參議員黃朝生、徐春卿、李仁貴、陳屋、前檢察官王育霖、抗日運動人士廖進平、淡江中學校長陳能通、臺灣省立宜蘭醫院院長郭章垣、三民主義青年團嘉義分團主任陳復志、嘉義市參議員陳澄波、潘木枝、盧鈵欽、柯麟、花蓮縣參議會議長張七郎等。
不過調查研究顯示涉案的認定與執行存在著不少弊端，絕大部分受難的臺灣人或是批評政府，或是訴求改革臺灣政治，或是提出「臺人治臺」等要求，但沒有反叛政府的「叛國」意圖與行為，卻在二二八事件中遭到軍人和警察以「意圖顛覆政府」的罪名鎮壓處死。當中大部分臺灣知識精英與地方領袖並沒有參與任何暴動，甚至許多人在騷亂中勸告其他人不要妄動、出面調解、保護外省人，仍在肅清行動中遭到逮捕陷害。同時多數受難者幾乎未經過公開審判的程序，部分是被秘密逮捕或處決，死因不明且屍首不存。

## 全面控制

### 清鄉工作

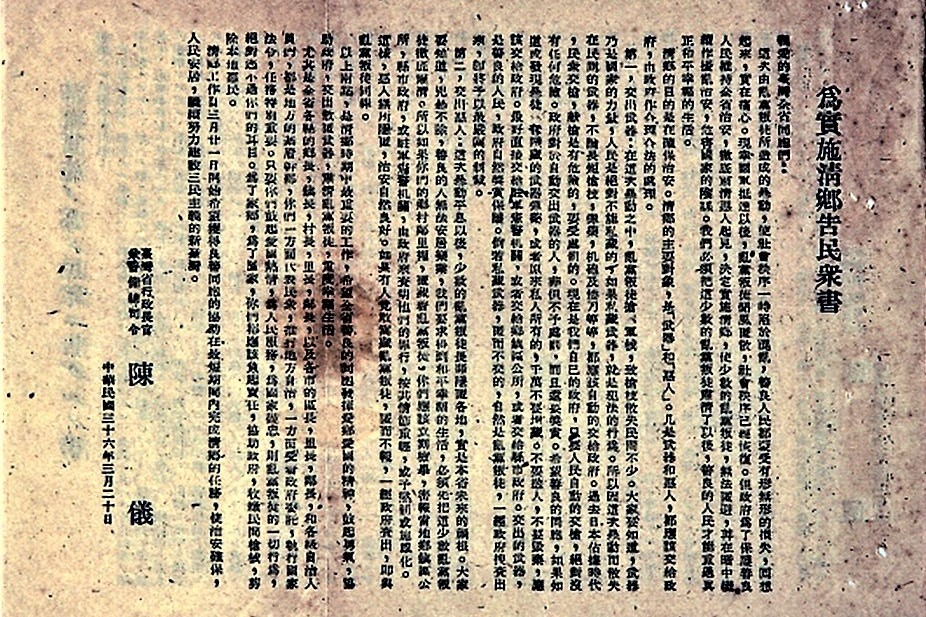
1947年3月20日，陳儀發布《為實施清鄉告群眾書》

3月14日，臺灣經歷大逮捕與肅清獲得控制後，警備總司令部展開「肅奸」工作。3月20日，陳儀發布《為實施清鄉告民眾書》。警備總司令部與整編第二十一師將臺灣分為臺北、基隆、新竹、中部、東部、南部、馬公7個綏靖區，以該區最高軍事單位主管為司令，展開「清鄉」工作。清鄉主要目的是調查與拘捕事件相關案犯、全面清查戶口、辦理自新自首、取得切結、恢復學校及社會秩序、收繳武器軍品、情報部署等，並以親友連坐法威脅民眾；計劃先控制臺北市及週遭基隆市、新竹縣市據點防務後，繼續分兵向南推進，並如期完成。
在清鄉過程中，政府主觀認定「惡人」標準，各地不斷出現未經公開審判便遭逮捕、槍斃情事，並傳出告密者與構陷者。當中部分是因為出於恐懼、害怕遭連坐法牽連而被告密者，但亦有不少人是因為個人恩怨或派系糾葛，藉機恐嚇勒索、公報私仇、挾怨報復或政治鬥爭，遭人密函陷害、羅織入罪而喪生的情事。軍人、憲兵、情報機構與政府未詳加查證，即採信片面之詞貿然逮捕嫌犯訊治，因而造成不少冤獄。另有被捕或已定罪者為了逃生，經請託賄賂、或特殊管道關說而得以無事，但亦有些人散盡家財仍然喪生。
各地不法軍人和警察利用職權乘機勒索敲詐、掠奪財物、假公濟私、殺人構陷，造成民怨。3月29日，長官公署公告《參加暴動份子非主謀者准自新辦法》，除了首謀暴動分子嚴處外，不再強調以共產黨意識形態衝突為指標，針對「盲從附和或被迫參加暴動分子」設計「自新」概念。自新案例的寬放或嚴處標準由政府核定，欠缺明確法律保障；其要求往後謹言慎行，再犯將重罰並與保證人連坐，而列冊登記控管、思想訓導活動、勞働營訓練等亦產生威嚇效果。另外，許多民眾害怕日軍遺留品將引禍上身，將家中與軍器無直接關係的物品都交給軍方。
在這期間，許多人過著躲藏的逃亡生活、其後才得以自首或自新，或是因而妻離子散、家破人亡。到了4月，國防部保密局提出《二二八事變叛逆名冊》，將全臺灣分為臺北、新竹、臺中、臺南、 高雄、屏東、花蓮等各區，彙編近千人的「叛逆」名單，提供相關人士姓名、性別、年齡、籍貫、原職、擔任「逆職」、罪行、住址等詳細資料。10月25日，警備總司令部撰寫《本省二二八事變案犯處理經過》，稱各地民眾依政府自新辦法辦理自新，報經前警備總司令部及全省警備司令部核准者計有3,905名。

### 調查宣慰

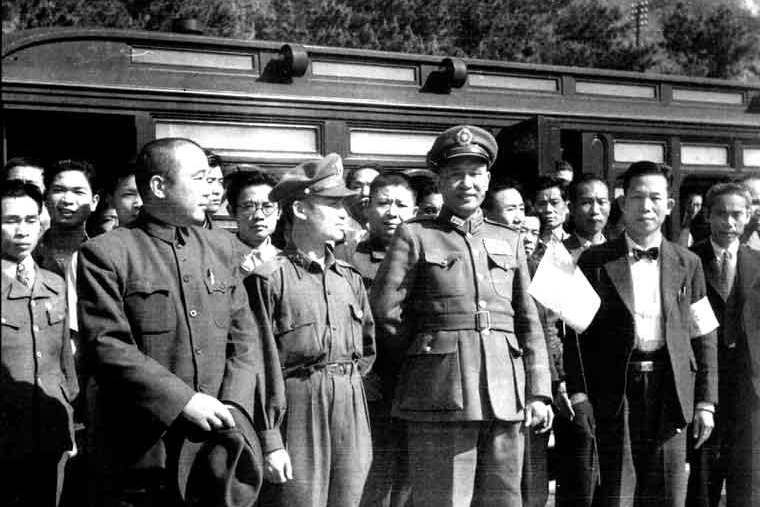
1947年3月22日，巡迴各地的國防部部長白崇禧前往臺中市宣慰

政府為疏緩軍事鎮壓引起的反應、處理長官公署體制的不當，積極展開調查、宣慰與改制。3月8日，楊亮功奉派查辦事件，隨即前往長官公署、軍人和警察機關、各學校、各縣市視察。3月17日，國防部部長白崇禧、陸軍總司令部副參謀長冷欣、三民主義青年團中央團部第二處處長蔣經國等人，代表政府前往臺灣宣慰，最初受到各方期待。白崇禧抵達臺灣後，對臺灣民眾廣播，宣示政府的「寬大」政策及基本處理原則，希望尊重法紀、迅速恢復社會秩序；他還視察政府機關單位，前往各地座談聽取意見。
期間，白崇禧要求軍人和警察不得挾怨報復、秉公速審嫌疑人犯、不追究參加「暴動」青年學生等原則，使傷亡人數減少。白崇禧還下令往後逮捕人犯應由警備總司令部執行，然憲兵隊無視命令繼續捕人行動。白崇禧還指出柯遠芬濫用職權以致人心惶惶，但儘管曾建議將其撤職處分，後來白崇禧仍向陳儀立場靠攏，並建議獎賞彭孟緝、史宏熹。3月22日，監察院派遣監察委員何漢文前往臺灣，協助楊亮功調查；楊亮功、何漢文曾與白崇禧交換處理意見，彼此意見大致相似。4月2日，白崇禧結束宣慰行程，返回南京市。
4月11日，楊亮功經上海市返回南京市，就政治、經濟、教育、善後處理等方面撰寫報告書，並向監察院院長于右任和蔣中正報告。國民政府將事件原因渲染成是共產黨分子、御用仕紳、野心分子、臺籍日本兵、中國遣回浪人和流氓等勢力策劃或煽動，是臺灣人要「當家做主」、「脫離中國」的「暴動叛亂」；其中臺灣人受到日本殖民統治的「奴化」、「毒化」教育影響，逐漸「日本化」、抗拒接收、排斥中國，並訴諸臺灣獨立或臺人治臺的「偏狹概念」。在宣告結案後，政府積極構建宣傳「政府版真相」，並在戒嚴期間掩蔽史實、醜化謝雪紅等人。
政府出版品藉由模糊的「死傷」、或合計本省人死傷，誇大外省人實際死傷人數，藉此強調臺灣人的「殘忍狂暴」，作為報復鎮壓的藉口。不過中國國民黨內也有反省聲音，認為應該要承擔責任、將陳儀撤職查辦。例如監察委員丘念台和何漢文、閩臺清查團代表劉文島、半山人士黃朝琴等，在有關臺灣的報告中否定事件原因是共產黨或臺灣獨立，而是政府弊政造成騷亂，因而需要展開政治改革、不應派兵、且派遣大員安撫慰問。曾與左營在地紳士階級餐敘交流的代理海軍總司令桂永清，也是當時少數能反映臺灣人意見、朝向自我檢討的軍事人員。

### 善後工作

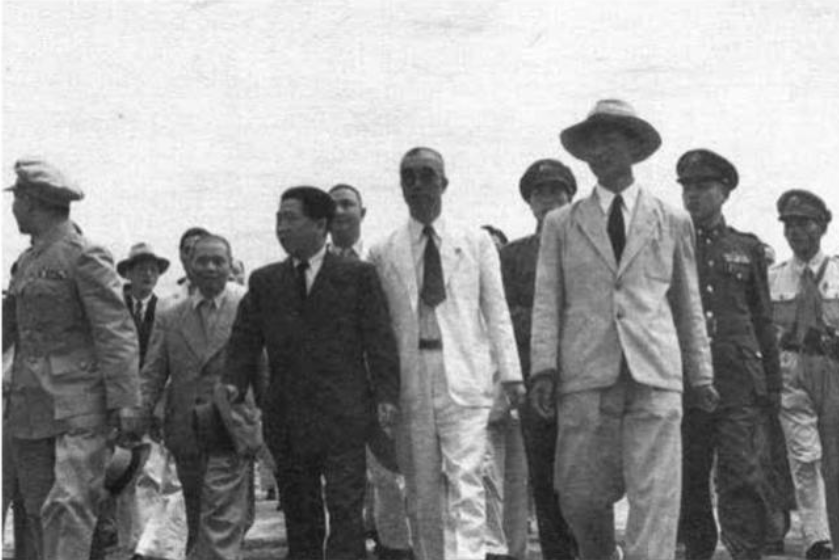
1947年5月15日，新任臺灣省政府主席魏道明（左三）抵達臺灣，其身邊為葛敬恩（左四）

3月8日，蔣中正囑託中國國民黨中央執行委員會組織部部長陳立夫與臺灣省黨部主任委員李翼中擬定《臺灣二二八事件處理辦法要點》。3月10日，白崇禧、陳立夫、李翼中等人將處理辦法簽報給蔣中正。3月17日，蔣中正對臺灣民眾廣播處理辦法，呼籲確保守法精神、恢復社會秩序等。陳儀承認這是「一次失敗」，但不承認政策有誤、且自認「鎮壓有功」，策動擁護其接任臺灣省政府主席。3月22日，中國國民黨第六屆中央執行委員會第三次全體會議，通過劉文島等55人的臨時動議，決定將陳儀撤職查辦，但蔣中正運用總裁特權撤銷此議。
其後國民政府展開長官公署的改制，各政治派系在中國國民黨內爭奪權位。4月22日，行政院會議撤銷長官公署，改設臺灣省政府。同時撤換陳儀，改派曾任駐美國大使的立法院副院長魏道明為首任臺灣省政府主席。4月29日，行政院核定通過臺灣省政府委員、各廳廳長、各處處長人選，臺灣籍人士佔12名，剛好過半。5月6日，在各方指責下，陳儀調任國民政府顧問。5月15日，臺灣省政府正式成立，魏道明出任主席。5月16日，臺灣省政府解除戒嚴、結束清鄉工作，並因軍隊在鎮壓期間屠殺民眾，電飭地方政府查禁不法情事。
儘管蔣中正曾命令禁止軍政人員施行報復，但鎮壓情況顯然違法濫權；丘念台、蔡培火等人曾建議依法嚴懲失職者以平民怨，但蔣中正並未接納。在蔣中正袒護下，陳儀、柯遠芬、張慕陶、彭孟緝、史宏熹等首長並未因濫捕、濫殺、報復而受到懲處，反而獲得嘉獎與擢升。1948年6月，由於蔣中正的信任與愛護，陳儀被拔擢為浙江省政府主席。高雄要塞司令彭孟緝更是受到蔣中正贈勳頒獎和重用，被拔擢為臺灣省警備總司令，為臺灣最高軍事首長；但這造成民間深刻的恐懼與不安，並因其濫殺無辜在民間得到「高雄屠夫」的惡名。
後來的臺灣省政府主席陳誠奠定中華民國政府的統治基礎，確立威權體制與對自由民主的壓制。不過政府出兵鎮壓、濫捕屠殺，許多臺灣人因心理創傷改變思想與立場，採取長期反抗政府的立場，積極在戒嚴高壓下投入傾向共產黨或臺灣獨立的反政府行動，衍生出不少相關案件，並因此遭到逮捕、羈押甚至槍斃。儘管成立半年的中國共產黨台灣省工作委員會在二二八事件的角色有限，但隨後的民怨與失望，使其積極吸收二二八事件參與者、或藉此吸收黨員，加速地下黨在臺灣的組織發展，許多人更參與地下黨主導的北部學生運動等相關行動。

## 各界反應

### 軍事部署

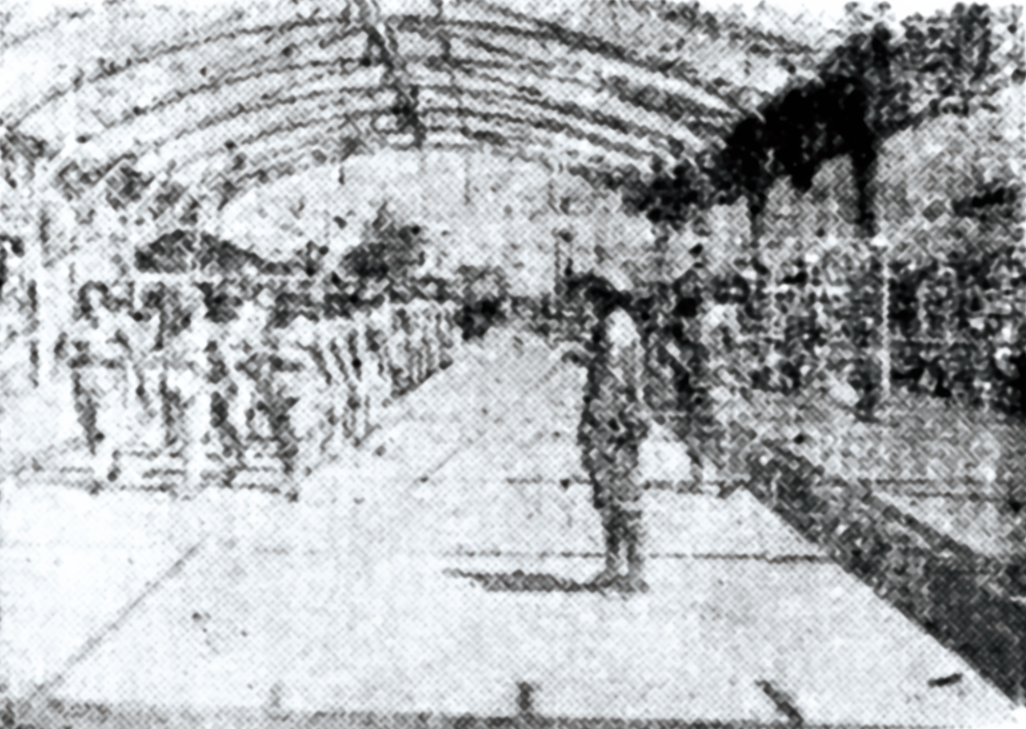
1947年3月，國民革命軍整編第二十一師士兵進駐臺南市

二二八事件最直接的加害是軍隊與憲兵鎮壓殘殺民眾。在駐軍調往中國後，臺灣與澎湖群島兵力至少15,000人至20,000人，包括憲兵第四團、基隆要塞司令部、高雄要塞司令部、馬公要塞司令部等。警備總司令部參謀長的柯遠芬是僅次於陳儀的第二號人物，一開始便認為幕後有共產黨煽動「叛亂」 ，提出高度自治、獨立、託管等主張是意欲顛覆政府。柯遠芬以陰謀論認定處理委員會的活動，派遣人員滲透、分化，並在事件擴大後嚴懲。憲兵第四團團長張慕陶利用紳士階級，勸請蔣渭川出面安撫民眾、斡旋糾紛，藉此分化處理委員會內部意見。
在事件初期，陳儀積極請兵與部署，採地方司令指揮軍人、憲兵和警察維持治安的軍事狀態。3月4日，經基隆地區、新竹地區、南部地區的軍事部署，提升為防衛司令備應「急變戰事」狀態。其後政府展開一連串鎮壓與肅清，高雄要塞司令彭孟緝首先全面鎮壓，基隆市、臺北市等北部地區繼而鎮壓市民，並發布戒嚴令與大逮捕。國民政府派遣的整編第二十一師分別登陸基隆港和高雄港後，主要任務是以強勢武力掃蕩桃園鎮至嘉義市及東部地區的反抗勢力，其後主導採取連坐法的清鄉逮捕，師長劉雨卿並任由部隊在各地槍殺、報復民眾。
在援軍抵達後，警備總司令部主導捕殺臺灣精英與民眾的行動，利用機會敲詐勒索，例如林本源家族的林宗賢因賄賂才倖存。張慕陶的憲兵隊在戒嚴期間亦積極參與逮捕民眾，狂拘濫捕造成不少弊端。海軍第三基地司令黃緒虞誇大危情、請求海軍總司令部增防軍艦，並將臺籍海軍技術員集中管制。經蔣中正下令，海軍總司令部增派太康艦、太平艦、中海艦、美頌艦、美樂艦等船艦增防，在臺灣的中程艦、中權艦於左營港、基隆港、馬公港三地巡航。3月19日，伏波艦在烏坵鄉被輪船招商局的海閩輪撞沉，100多名官兵喪生。
整個綏靖計劃在中部和南部地區曾遭遇民間短暫的武裝反抗，如二七部隊、嘉義民兵和雲林民兵發動的戰役，其他各地幾無戰鬥便如期完成。但中華民國建國後戰亂不已，且中國抗日戰爭影響軍隊教育甚大，導致軍政制度和風紀未能嚴整清明，鎮壓與綏靖過程充滿違法濫權、空白授權與無法狀態，並有大量弊端產生。雖然蔣中正並未明令鎮壓或具體處置方式，且曾言申紀律、禁止施加報復，部分駐軍指揮官也力予矯正，但未能有效防範和約束不法弊端發生，造成許多無辜性命喪生；其中最常見的有公報私仇、因糾紛遭到殺害，或是為了奪取、勒索財物而殺人。

### 情報機構

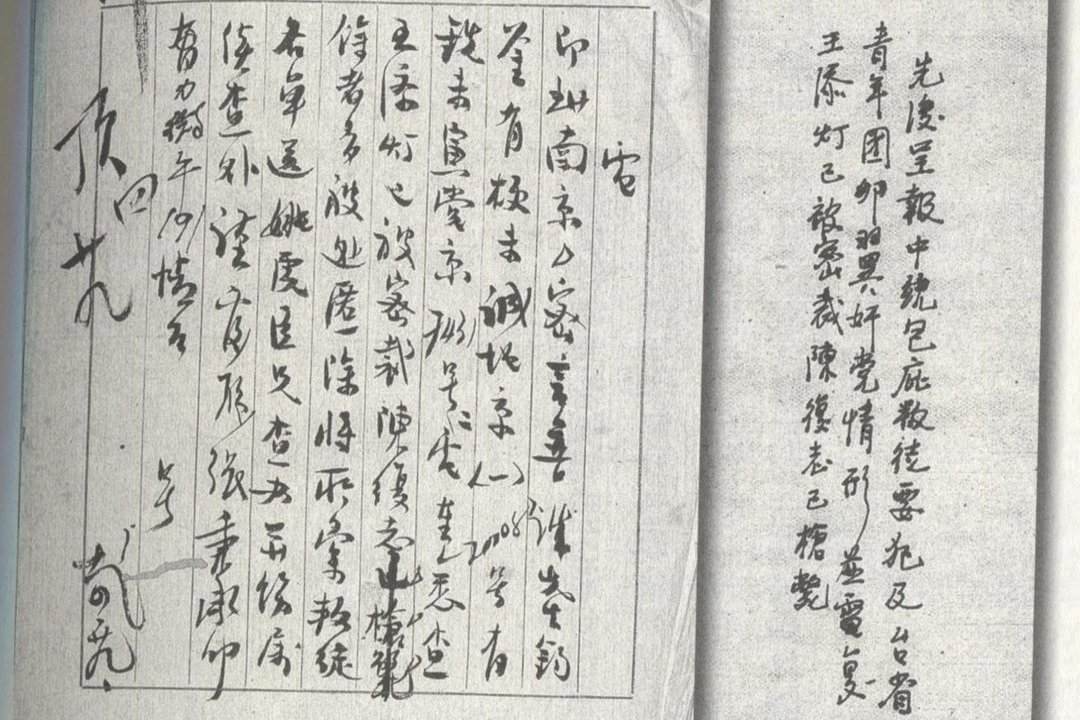
國防部保密局情報透露王添灯已經遭到密裁，而陳復志亦已經槍斃

戰後初期，國民政府參軍處軍務局是當時情報樞紐，下有軍事統計局改組的國防部保密局、中央統計局及憲兵司令部（後二者與前者對立），在臺灣各地部署調查員與線人，監視民眾動向、傳遞情報。軍事統計局最早來到臺灣，以警備總司令部調查室掩護部署網絡，情報蒐集的深度與廣度較深；其後縮編為國防部保密局臺灣站，林頂立擔任站長，並在事件中擴張。中央統計局所屬的中國國民黨臺灣省黨部調查室欠缺偵緝職權，須結合憲兵勢力偕同工作。憲兵司令部憲兵第四團兼具情蒐體系與行動能力，所屬特高組被賦予執行行動偵緝、特殊任務職權。
3月3日，柯遠芬召集陳達元、張慕陶、林頂立等情報機構負責人，要求偵查幕後策動分子的動態，以備「平亂」之用。在事件中，保密局滲透各地處理委員會、青年團與自衛隊、《臺灣新生報》報社、中部自治青年同盟本部等，並強勢擴張勢力，新增協助緝辦的外延單位。其中保密局指揮許德輝組成忠義服務隊，表面號召青年學生維持治安交通，實則編列流氓製造混亂擴大事端，事後反而歸罪學生。中國國民黨臺灣省黨部調查室同樣提供名冊、試圖分化閩客、吸收流氓人士、滲透處理委員會、協助搜捕調查行動，並以清鄉「肅奸」為名進行報復鬥爭。
軍人、警察和線人還反間策劃製造紛爭、加工武裝騷亂、設置陷阱誘殺，如圓山附近「暴民」攻擊海軍辦事處等機關、楊亮功遭遇狙擊事件等，並成為軍隊鎮壓的理由。各系統情報機構人員還分別密電中央政府，捏造、喧染和誤導情勢嚴重程度，凸顯陳儀完全失去掌握能力打擊其威信，並推卸無法協助維持局勢穩定的責任，及請求援兵武力鎮壓的理由。情報機構人員誇大動盪情形與暴動人數、強調共產黨黨員達萬人、凸顯中國人傷亡程度，更指稱參與者是懷有叛國、獨立、奪權之重要陰謀行為，國民政府因這類情報報告而影響派兵鎮壓的決定。
情報機構人員在臺灣社會緊密佈線、監視輿情，羅織罪名製造各種「暴徒」名冊及「參與事件人調查」，作為列冊緝辦、行動偵緝、逮捕槍斃的證據。情報機構藉由不同管道調查、吸收流氓、操控大眾，不少線人或臥底提供情報資訊、告密構陷他人，擴大事件傷害。政府還以連坐法威脅交出「惡人」，在獎勵密告與指認流氓的政策下，告密者與構陷者造成許多個案。當中亦有地方流氓提供情資、詐欺恐嚇案例，但告密者的身份大多隱密不公開。在事件過後，政府還強化山地行政及管控政策，國防部保密局派遣特務針對原住民族精英進行監控工作。

### 縣市政府

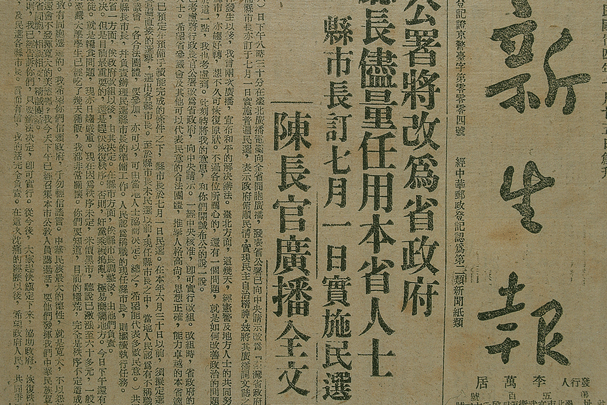
1947年3月7日，陳儀同意處理委員會提出的縣市長民選要求，但其後相關人士均遭到槍斃

戰後臺灣縣市行政首長與警政首長因貪污無能而未獲民間好評，且僅有臺北市市長游彌堅、新竹縣縣長劉啟光、高雄縣縣長謝東閔三位半山人士；部分日治時期的地方政治精英則是參選縣市參議員。在事件紛亂期間，各地處理理委員會為首的「談判交涉－和平解決」路線，與青年學生為主的「收繳武器－武力解決」路線結合。因應混亂衝突，地方領袖精英、民意代表、紳士階級與民眾和政府交涉，提出改革政治要求，並組成處理委員會、治安維持會、自衛隊等。部分組織接收槍械、接管機關、維護秩序，甚至將武裝路線視為談判「籌碼」，以拓展最大利益。
在二二八事件中，部分縣市長與處理委員會協調合作，不得民心者棄職躲避逃亡，或激烈對抗、請兵鎮壓，對地方衝擊不一。臺北市市長游彌堅、臺北縣縣長陸桂祥、臺中市市長黃克立、臺中縣縣長宋增榘、臺南縣縣長袁國欽將縣政交由處理委員會維持。彰化市市長王一麐、高雄市市長黃仲圖、臺東縣縣長謝真等配合處理委員會。反之，新竹市市長郭紹宗、嘉義市市長孫志俊、屏東市市長龔履端等與處理委員會對抗。基隆市市長石延漢、新竹縣縣長朱文伯、臺南市市長卓高煊、高雄縣縣長黃達平、花蓮縣縣長張文成、澎湖縣縣長傅緯武等則與地方駐軍配合。
在多個縣市政府無法行使職權下，以縣市參議會民意代表為主的處理委員會及地方分會，負責維持秩序、協商，並提出處置對策與改革方案。3月7日，處理委員會提出「長官公署改組臺灣省政府」、「各廳長平等起用臺灣人」、「縣市長在7月1日直接選舉」等要求，陳儀表示接受，並允諾可以「改選不稱職縣市長」。部分縣市處理委員會呼應陳儀指示，推舉3位縣市長候選人呈請陳儀圈定，部分縣市則支持現任縣市長。例如臺南市推選黃百祿、侯全成、湯德章為市長候選人，花蓮縣推選張七郎、馬有岳、賴耿松為縣長候選人，部分候選人後來遭逮捕槍斃。
在二二八事件後，黃克立、朱文伯、郭紹宗、孫俊志、陸桂祥、石延漢請辭職務並立即照准，游彌堅、宋增榘、王一麐、卓高煊、黃仲圖、龔履端、黃達平、袁國欽、張文成、謝真、傅緯武等續任或調任他職，大幅影響地方政務推動；不過當時縣市層級在統治結構中為次要角色，賞罰標準並不明確。同時，部分縣市參議員名列事件要犯、甚至喪生，其他參議員轉而支持陳儀、協助善後處理；但因對政治感到失望與冷漠，後續出席人數銳減、議事工作相對消極低落。此外，部分基層公務員、軍人、憲兵和警察人員在事件中藉機勒索敲詐，但部分警政人員則因事件喪生。

### 其他機關

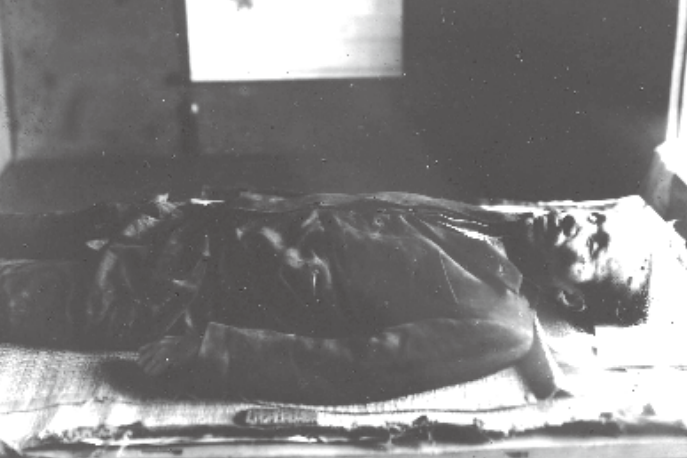
1947年3月16日，臺灣高等法院推事吳鴻麒的遺體被發現棄置在南港橋下

長官公署全力推動「去日本化」、「中國化」政策，將中國制度延伸至臺灣施政，特別對日治時期以近代法律思潮培養的臺灣法律專業人才存有疑慮。在二二八事件中，有高達20%的臺灣司法官、律師等司法界精英及司法人員死亡、失蹤，或被逮捕、拘禁、通緝等，其中臺灣高等法院推事吳鴻祺、臺灣新竹地方法院檢察處檢察官王育霖、律師李瑞漢、李瑞峰、林連宗、陳金能、林桂端、湯德章等人喪生。因為事件衝擊、語言文化等環境因素，許多臺灣法律精英從司法體系轉業，甚至離開臺灣；留在法界的人必須適應新的司法文化，甚至棄守部分法治理念。
部分外省籍司法人員、法律精英在事件中遭到毆打或損失財物，引發離職出走潮，忌諱採用本地人才的政府降低司法人員任用標準、擴大引進外省人才的彈性，出現牽親引信現象。其中20多名不具任用資格者進入臺灣司法體系，而違反《法院組織法》等人事法規的權宜性任命援用到1950年代初期。該措施加速臺灣司法體制與文化中國化的速度，在地法律人才遭到邊緣化，且族群溝通不良。同時在法官終身職的制度保障下，拉低法院司法人員的素質，長期影響臺灣司法案件的品質；而處理二二八事件相關案件的非法程序與習慣也影響往後的審判文化。
隨著國共內戰爆發，中國共產黨藉由學生運動妨礙中國國民黨，臺灣的學生運動與抗爭四起。在二二八事件中，臺北市學生傳播消息、號告抗爭，原先對長官公署及教育政策的不滿擴大，大量青年學生成為抗爭主力，協助維持治安、組織青年團體、提出改革要求，甚至積極參與武裝攻擊與接收行動，包括國立臺灣大學、臺灣省立師範學院、臺灣省立農學院、臺灣省立工學院、臺灣省立嘉義中學、臺灣省立高雄第一中學等。這導致各級學校陷入停頓，部分學校教師、行政人員、青年學生因為事件喪生、被捕、失蹤，部分青年學生組織亦遭到報復。
二二八事件後，基於各地青年學生以「盲從附和」者居多，政府宣布寬大處理、既往不咎原則，進行學校復課及整肅學風工作，提供救恤與補救措施。同時展開一系列整頓學校的處置措施，包括查封關閉延平學院等學校，視情節懲戒師生等。政府還將事件歸因於「日本奴化教育遺毒」，重新檢視「中國化」政策，訂定各式思想和觀念上的再教育訓育規則，藉此增強對中國的認同和向心力。這樣由上而下、由外而內規範各級學校及學生行為，嚴格規範原先自由開放的校園內外秩序，往後教育、文化更長期受到黨化教育和戒嚴影響。

### 半山人士

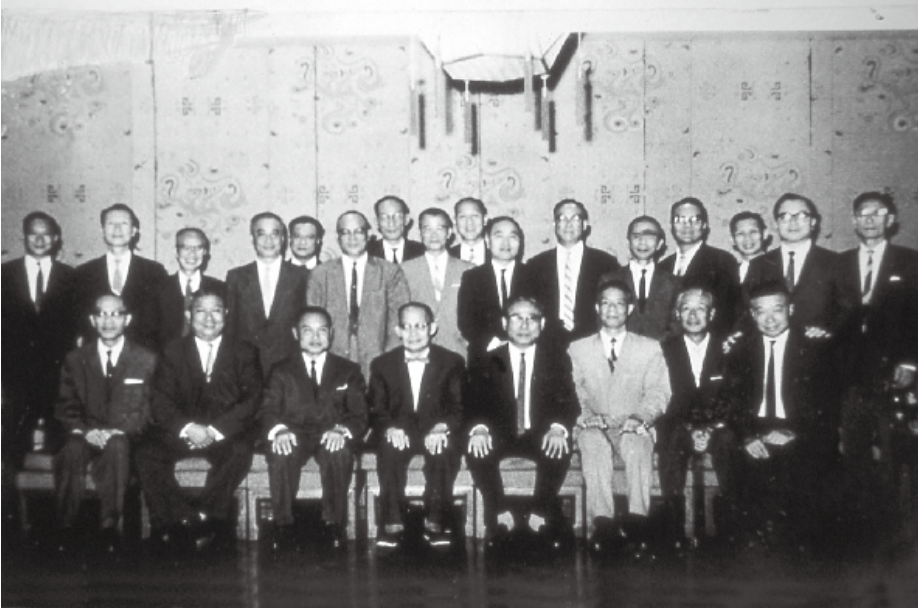
1967年10月5日，前長官公署前進指揮所舊屬在臺北國賓大飯店聚餐，其中有多名半山人士參與

半山人士是指出身臺灣、在臺灣有一段生長經歷，在日治時期前往中國大陸，加入國民政府和中國國民黨工作，因而對中國的政治文化有所涉獵者。雖然半山人士應扮演中國政府與臺灣社會的中介，但大多只急切呼籲政府「收復臺灣」。儘管臺灣調查委員會囊括半山人士，實際運作以陳儀的江浙同鄉與其擔任福建省政府主席時的班底為主。部分半山人士曾向國民政府提出接管臺灣的注意事項，例如臺灣調查委員會的半山人士曾建議接管臺灣應「多用臺灣人」、以臺灣人為行政主體，但是政府對於半山人士的建言甚為輕忽，甚至予以否定。
由於半山人士具有特殊的「中國經驗」，並非長期處於日本殖民統治下、且資訊受限的臺灣在地人所能相比，因此國民政府希望在接管臺灣之後，能夠借用這批人士治理臺灣。在政治派系鬥爭的背景下，半山人士在戰爭結束後紛紛回到臺灣，並出任政壇的要職，形成一股「半山集團」。但儘管陳儀希望借重半山人士改善長官公署與臺灣民眾的關係，然而部份半山人士實際上成為接管過程中的受益者，與臺灣本土精英也存在著權力、利益的競逐關係，結果半山人士在戰後初期反而並未成功扮演中介角色，甚至成為官民之間的障礙。
二二八事件發生後，臺灣民間社會對於任職政府機關的半山人士有許多負面的批評，認為他們「出賣」臺灣人。陳儀曾運用臺灣省參議會議長黃朝琴、副議長李萬居、秘書長連震東、國民參政會參政員林忠等半山人士居間斡旋，試圖恢復秩序、維持治安，但多基於陳儀立場協助平息抗爭，而非以臺灣民眾立場向陳儀爭取權益。部分半山人士受到政府重用、實際參與鎮壓行動，又以國防部保密局臺灣站站長林頂立、新竹縣縣長劉啟光、新竹地區防衛司令兼新竹縣縣長蘇紹文、長官公署警務處處長王民寧、臺中區防衛司令黃國書等人為典型。
對於清鄉工作，臺灣民間流傳是半山人士協助提供「黑名單」，警備總司令部才能羅列「暴動首謀」清單緝捕，以致各地的精英遭捕殺，而半山人士經常被視為是二二八事件實際的受惠者。不過雙方存在附屬關係，政府並未完全信賴半山人士、或給予決策地位，使其只能扮演外省籍接收官員的附庸角色。同時只有忠誠且順從的半山人士才會受到重用，半山人士在二二八事件中也可能因為其立場、批判時政而遭到槍斃，例如曾任《人民導報》社長的教育處副處長宋斐如、三民主義青年團嘉義分團主任陳復志等。

### 社會團體

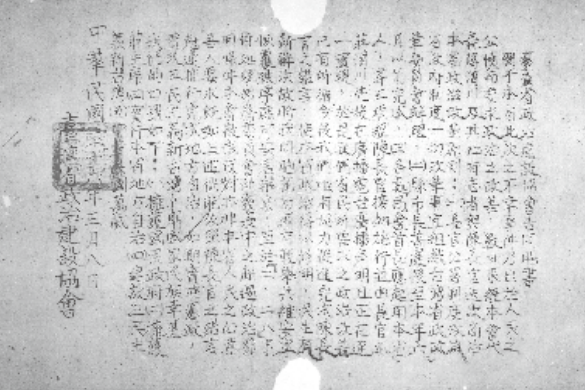
1947年3月8日，臺灣省政治建設協會發表告同胞書

國民政府接管臺灣後，中國國民黨各勢力進入臺灣，臺灣人捲入黨國不分的政治派系鬥爭。在訓政體制之下，一般民眾只能組織以職業團體為主的人民團體，中央俱樂部派的中國國民黨臺灣省黨部主任委員李翼中便企圖操控政治建設協會等社會團體。在臺灣省黨部協助下，原先基於臺灣民眾黨精英成立的臺灣民眾協會，改組成具合法地位的臺灣省政治建設協會，在各地設置分會。但其積極提出去殖民地化、實施地方選舉等臺灣人自治理念，使李翼中和陳儀感到不滿。同時期還有臺灣省憲政協進會、臺灣重建協會等團體。
最初政府調查報告將二二八事件的發生與擴大歸咎於一些社會團體，特別是共產黨、三民主義青年團與臺灣省政治建設協會等。在舊臺灣共產黨勢力爭執主導權下，中國共產黨臺灣省工作委員會的地下黨黨員在各地吸收不滿百人，僅在臺灣各地從事新聞宣傳、武裝學生等介入工作，無法承擔策劃、煽動與主導事件。三民主義青年團並非一般社會團體，是訓政體制下與黨部平行的特殊組織，當時有許多臺灣左翼份子加入、批判政府腐化貪污。許多三民主義青年團幹部或精英參與各地抗爭，但屬個別的行動、而非組織行動，並因此喪生或被捕。
遭到利用後被迫解散的臺灣省政治建設協會是受害最深的社會團體。陳儀等人曾經請託領導人蔣渭川出面安撫民眾，其後卻以公開徵調臺籍日本兵出面維持社會治安、背叛國家為理由，下令解散。政治建設協會在鎮壓過程中傷亡慘重，多名幹部被捕遇害或失蹤，王萬得、潘欽信等四處躲藏或逃亡海外。警備總司令部還解散多個「非法組織」，半山人士組織的臺灣省憲政協進會趁勢崛起，在事件後發起臺灣新文化運動委員會，多數成員日後更成為政治新貴。另外中國國民黨臺灣省黨部在二二八事件之中亦有許多行動。
由各地民意代表、紳士階級、青年學生組成的處理委員會等組織是這場紛爭的主角，具有相當程度的民意基礎。各類民意代表、縣市參議員、政府官員等所占比例由北而南、由西而東遞減，越基層的分會和支會比例越低。處理委員會大多認為事件是對政治腐敗的不滿，整合民意、溝通交涉、撥借米糧、協調民生、維持治安、制止衝突，一度取代各地政府功能，並謹慎提出政治改革要求。在事件後，處理委員會主要成員被以不同名目清算，包括列入名冊、發布通緝、自首自新、逮捕監禁、徒刑感訓、槍斃私刑等，縣市層級又比縣市以下層級嚴峻。

### 新聞媒體

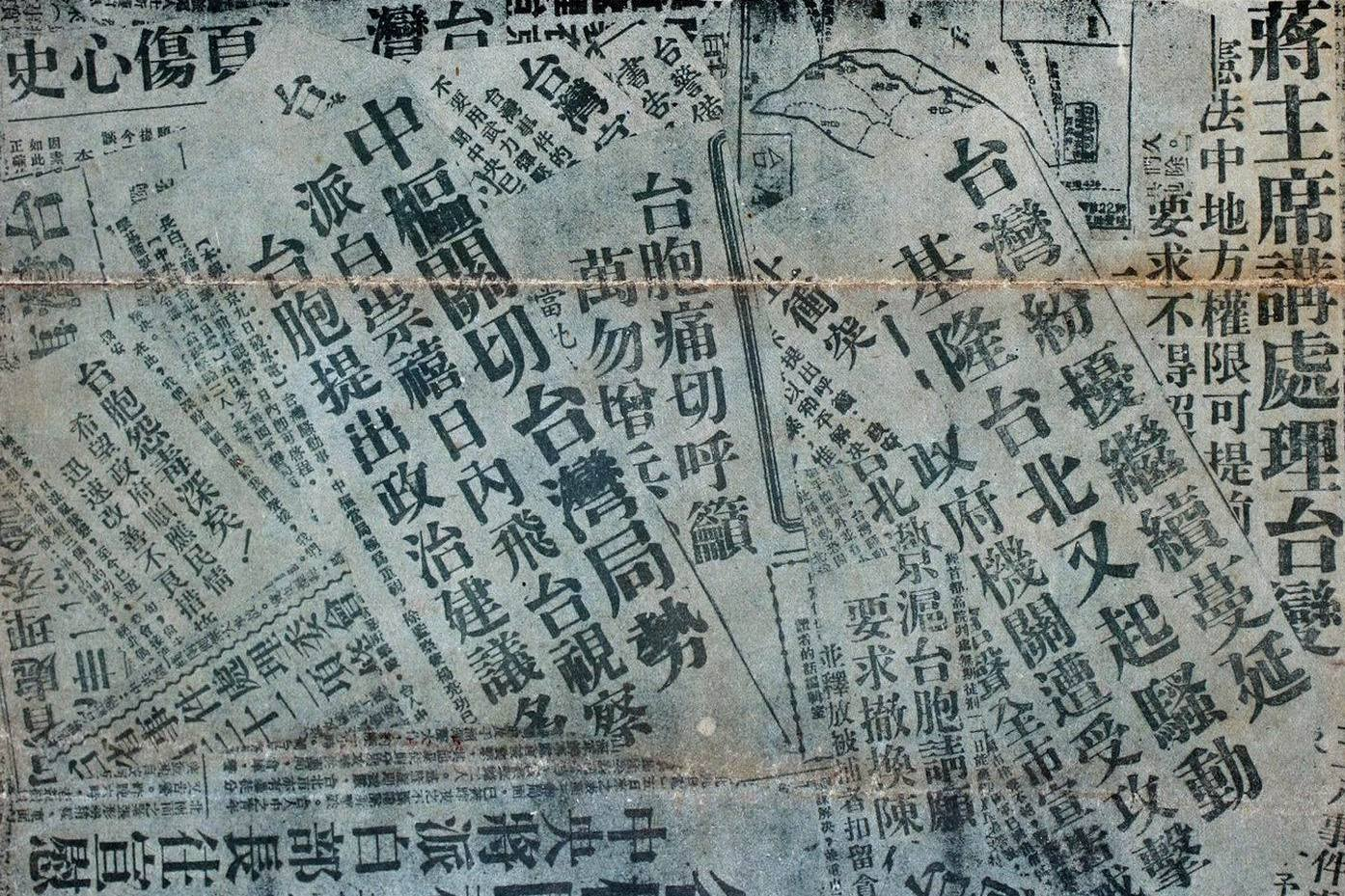
在二二八事件期間，對於事件發展的相關報導

政府報告曾經點名「輿論不當之影響」是二二八事件原因之一，認為媒體言論激發民眾反對政府的情緒。當時在公、民營報社激烈競爭下，新聞媒體工作者對政府施政有諸多批評與揭露，形成輿論影響。但除了經濟因素打擊經營外，政府藉由媒體宣傳、新聞政策排擠，展開嚴密的管制，新聞媒體只能「照實報導」。同時政府禁止報紙日文版、取締報刊雜誌左翼言論活動，情報機構也對印刷媒體展開監控，並在後來以此指控罪狀。但即便是照實報導，每天報紙上的消息大多是軍人開槍、警察亂紀、官員貪污、物價飆漲等，也因此遭受懲處。
3月8日，隨著軍隊開抵臺灣，為了打壓、報復和肅清異議者，政府逮捕或殺害不少報社主要負責人、主管與新聞記者，震懾言論思想自由。《民報》社長林茂生、《臺灣新生報》總經理阮朝日和日文版主編吳金鍊、《人民導報》前後任社長宋斐如和王添灯、《大明報》總編輯艾璐生、《臺灣新生報》臺中分社記者陳安南、嘉義分社主任蘇憲章和高雄分社主任邱金山等人遭到殺害，《民報》總編輯許乃昌和總主筆陳旺成則被通緝而逃亡。3月13日，警備總司令部發布命令，查封《民報》、《人民導報》、《大明報》等多家主要的民營報社。
在訓政體制下，中國國民黨的中央通訊社負有蒐集情報的職責，設有臺北分社將採訪的臺灣新聞傳回南京總社，葉明勳為負責人。不過其電文報導完全基於陳儀政府和軍方立場，不斷出現外省人遭到毆打、甚至曲解真相的錯誤訊息，忽視臺灣民眾的意見和社會騷亂的實情，甚至是建議國民政府派兵鎮壓。由於中央通訊社是國民政府瞭解臺灣政情的重要管道，其傳達的訊息對於蔣中正的派兵決定具有一定程度的影響。各地無線電廣播電臺遭民眾佔領也被視為是事件擴大的原因，政府強化掌控廣播電臺，管制電報、電話通訊網。
另外，政府還查扣各種「反動刊物」，並嚴格禁止左傾言論。最終有16家官民營報社遭查封或停刊，或發行人、記者被逮捕殺害；政府和情報機構除了管制新聞業，並與中國大陸媒體工作者直接控制或重組報刊雜誌、廣播等新聞媒體主導權。在1949年發布《臺灣省戒嚴令》、1950年確立動員戡亂體制後，制定諸多限制新聞自由的管制法令，臺灣精英失去發言權。政府更以「戴紅帽」方式封鎖訊息，將事件原因歸諸共產黨陰謀，並讓新聞媒體避談二二八事件。直到1987年解除戒嚴後，相關新聞管制隨之鬆綁、廢除，媒體環境逐漸趨向正常。

## 其他反應

### 中國大陸

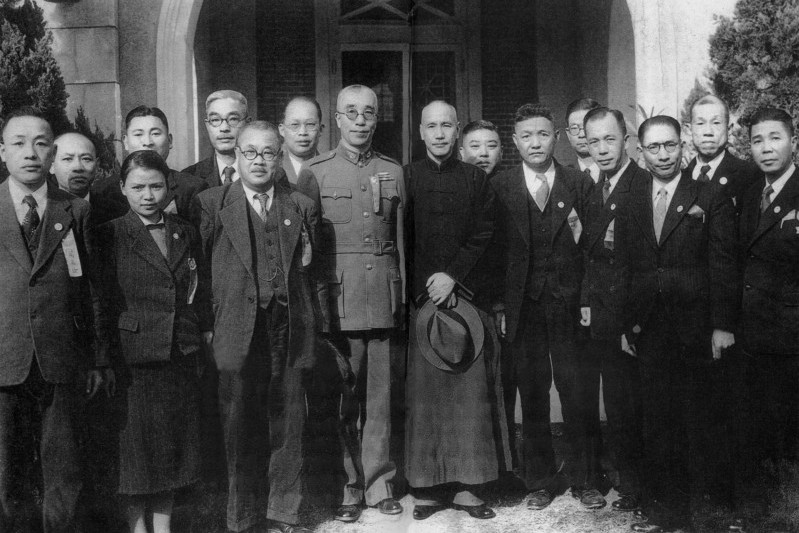
1946年12月，臺灣省制憲國民大會代表前往南京市開會後，與國民政府主席蔣中正、葛敬恩等人合影

身為國家最高領導人，蔣中正在二二八事件中的角色是重要議題。1947年2月10日至1948年6月4日間，蔣中正經由多個單位相關人員來往的函電報告及臺灣人團體等訊息，掌握臺灣民情與事件的各種資訊。不過蔣中正忽視臺灣人士和民間團體的陳情呼籲，及先前楊亮功、劉文島等建言，並受到陳儀、柯遠芬等主政者誇大危情的報告影響。基於第二次國共內戰情勢及防範中國共產黨的心態，過度信任陳儀的蔣中正接受陳儀與各情報機構的請兵要求，認為事態嚴重，且臺灣人要求改革、抗議不公是意圖「脫離中國」、「背叛中國」的舉動。
3月5日，在將事件視為叛亂後，蔣中正指派陸軍整編第二十一師師長劉雨卿率領部隊前往臺灣鎮壓。3月6日，在接到國防部及蔣中正命令後，劉雨卿飛往南京市晉見蔣中正，蔣中正面授機宜，並發給600支手槍。3月7日，蔣中正電告陳儀表示整編第二十一師自上海市出發，在3月10日前抵達臺灣。同日，劉雨卿搭乘美齡號專機飛往臺灣，隨即晉見陳儀告知蔣中正意向。3月10日，蔣中正首度公開發表有關演講，定調事件為臺籍日本兵與共產黨策動造成暴動、並因處理委員會提出「無理要求」決定派兵，此演講成為國民政府的主流說法。
在戰後初期，北平市、天津市、上海市、南京市、東北等地組成臺灣人同鄉會團體，與國民政府交涉。二二八事件爆發後，這些臺灣人社團和民間人士發起請願或聲援，要求嚴懲陳儀、赦免參與民眾，報紙則正面報導。旅京滬臺灣人團體成立臺灣二二八慘案聯合後援會，發表告全國同胞書、前往南京市請願；並派代表至臺灣慰問，但遭軟禁遣回。其後臺灣人團體繼續關心善後問題，編印輿論集與週年誌。另一方面，中國共產黨對於二二八事件的論述歷經多次轉變，早期定位在「反蔣幫」、「反美帝」指控，後來藉紀念建立歷史地位、並進行「統戰」宣傳。
就前來臺灣服務的外省人而言，雖然部分軍人或公務員有貪污、營私舞弊等劣行，但並非所有人員都是貪官污吏。然而在二二八事件中，部分外省人成為代罪羔羊，被群眾攻擊而出現傷亡。其人數雖然沒有臺灣籍受難者多，但讓一些公務員心生恐懼而離開臺灣，這些現象也讓中國大陸與臺灣之間的隔閡加深。1949年8月，在與中國共產黨的軍事鬥爭全面潰敗後，中華民國政府撤退至臺灣。其後蔣中正檢討中國大陸的淪陷與派系有一定關係，因而進行黨內重大改造，透過各種方法拔除舊有勢力，並重新確立個人集權地位。

### 國際社會

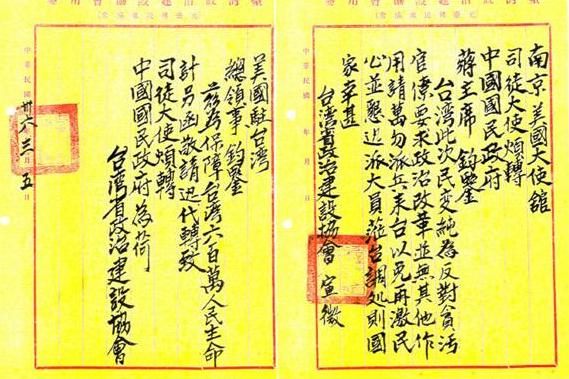
1947年3月5日，臺灣省政治建設協會委託美國駐臺灣總領事代轉電文至駐南京大使館，並轉致國民政府主席蔣中正，請求不要派兵前往臺灣

關於戰後臺灣的國際地位，美國基於《開羅宣言》協助中國軍隊佔領／接管臺灣，但同盟國與中國對臺灣人地位持不同看法。雖然臺灣、澎湖群島在1951年《舊金山和約》簽訂前，只是軍事佔領的殖民地領土，協助接管的美國基於《開羅宣言》及同盟關係，在政策態度上假設「臺灣是中國的一部分」，同時採美國駐南京大使館與美國駐臺北領事館形式。不過對於中國政府片面決定臺灣人國籍、澀谷事件發生等，仍引起英國等外國的反應。在二二八事件發生後，事件經過與處置都有連續性報導，而國民政府擔憂引起國際反應，對外國政府有所顧慮。
二二八事件處理委員會、政治建設協會等均曾向國際發表意見，包括向美國請願、請求聯合國託管等。但儘管美國駐臺北領事館內部意見分歧，駐南京大使館、美國國務院等機關立場基本採取旁觀態度。英國淡水領事館曾提出多份報告，英國外交部基於經濟與貿易利益考量採取保守態度。日本方面則未有過多反應，在事件後加緊遣送日本人。其後美國政界重新評估《開羅宣言》，推動臺灣託管論、獨立論等臺灣地位問題，特別是葛超智扮演的角色；這導致在《舊金山和約》與聯合國處置上，臺灣人自決、臺灣地位未定論等議題出現。
1948年起，參與事件的倖存者逃亡海外持續抵抗，分成支持中國共產黨的左翼分子及主張臺灣獨立者，並有不同詮釋。儘管政治光譜兩異，兩方以二二八事件為號召，每年在各地舉辦紀念遊行與追思活動，否定中國國民黨統治臺灣的正當性，後者更藉此強化臺灣民族主義運動。海外臺灣人還發行諸多印刷刊物或著作（如署名林木順的《臺灣二月革命》、王育德的《苦悶的臺灣》、史明的《臺灣人四百年史》等）來詮釋事件論述，當中一部分著作強調臺灣人反抗革命，而一部分左翼史料則提出中國共產黨角色與事件定位；另外也設立臺灣之音等另類媒體進行對抗。
1950年代，廖文毅的臺灣再解放聯盟提出臺灣獨立主張，且重視二二八事件的象徵意義；另一部分停留香港的共產主義者逐漸傾向藉由中華人民共和國解放臺灣。1960年2月，明治大學講師王育德與東京大學留學生黃昭堂等成立臺灣青年社，創辦《臺灣青年》雙月刊，發行二二八事件特刊。臺灣獨立建國聯盟等美國臺灣獨立運動亦重視二二八事件，刊登報紙廣告、示威遊行等。但儘管共產黨與臺灣獨立運動者的歷史解釋不同、解放臺灣與臺灣獨立的目標也明顯衝突，中華民國情報機構人員誣指兩方是同一夥人，以此打擊所有政治異議人士。

## 後續發展

### 白色恐怖

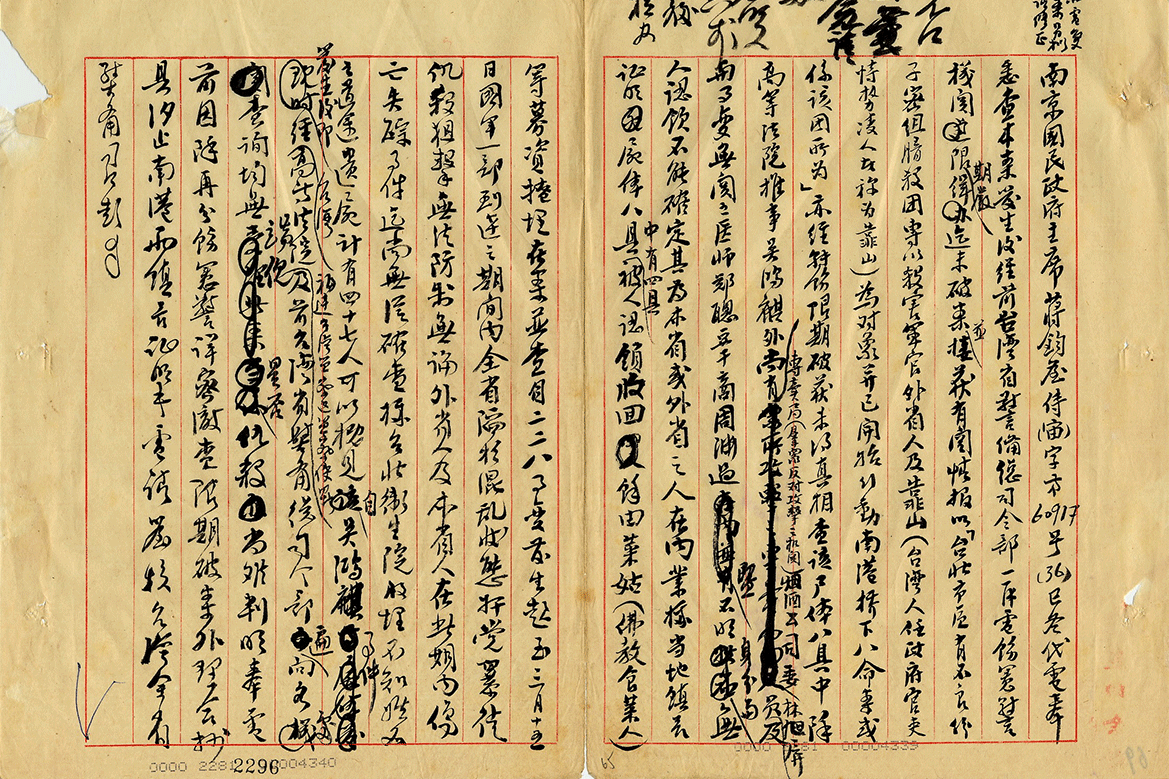
警備總司令部向蔣中正報告南港橋下八具浮屍調查結果，聲稱是臺北市內不良分子的秘密組織所為

二二八事件發生後，國民政府派兵鎮壓清鄉，逮捕、槍斃精英和民眾，引起地方恐慌。對於政府以不同名義逮捕參與者，在丘念台等人爭取速審、李友邦呈請保釋下，被逮捕、軍法審判的案犯得以「寬大處理」，陸續獲准保釋，由地方刑警隊查看管考。隨著國共內戰局勢轉變，中華民國政府在1949年移往臺灣。因為懷疑臺灣人民忠誠、擔憂中國共產黨份子潛伏，政府以情報機構多線內部偵防，透過情報佈建、逮捕偵訊等手段，追捕、清查、清理參與事件的民眾；同時以兩岸對立衝突局面的威脅，實行戒嚴統治，箝制新聞自由、言論自由、集會自由等。
其後政府加強特務統治，監控、逮捕、偵訊及軍事審判反對人士，並在馬場町或六張犁等處執行槍斃，或送至綠島監獄或泰源監獄監禁，造成無數冤案；而整肅異己、誣陷織罪的行動，導致人人自危、懼談政治，長期瀰漫「白色恐怖」氣氛。同時政府對二二八事件參與者展開清查清理，留意逃亡者、參與者、首謀相關者，在案件偵訊時特別調查。先前被從寬處理者遭到政府以叛亂犯刻意清理、秋後算帳、加重論罪，或因親友關係牽連遭槍斃或坐監，包括高一生、湯守仁、林慶雲、陳正雄、陳崑崙、陳明忠、羅明懋、蔡懋堂、黃金島、林西陸、林日高等。
1955年11月，國防會議副秘書長蔣經國下達指令，對二二八事件參與者加強監偵考管，臺灣省保安司令部統計曾經「叛亂」人數達6,317人，研擬監視考核的辦法，但是因為警力不足、執行困難等因素未能實施。政府對二二八事件參與者的疑慮，由1950年代初期擔心參與共產黨，至1960年代轉為擔心為臺灣獨立運動所用。1962年8月，警備總司令部呈報國家安全局，決定擬定《戊寅分子處理原則》；其後通知臺灣省警務處，命令各縣市警察局確實防範控制，成為各地警察機關監管「二二八事變分子」的依據。
此後二二八事件相關人員被以「戊寅分子」、「丁亥分子」、「靖平分子」稱呼，地方警察系統對入出境申請、戶籍遷異查考、工作生活、思想言行皆嚴密監偵記錄，這類長期的列冊管考不會輕易停止、並累及親屬，大多至當事人死亡時才註銷。此外，對於事件參與者的調查與管考也是機關保防的主要業務，除了接受檢舉調查外，各機關保防單位經常基於上級指示，在特定時期對事件參與者在內的異議分子進行監偵防範與警戒行動。1970年代之後，每逢二二八事件週年前後，政府經常常動員各單位對相關活動或可疑分子進行監偵與清查。

### 平反調查

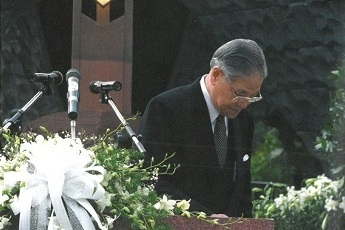
1995年2月28日，中華民國總統李登輝以國家元首身分，代表政府向二二八事件受難者家屬與全國國民致歉

在黨國體制下，牽涉敏感政治問題的二二八事件成為臺灣社會最大的歷史禁忌，長期無法公開討論、研究史料，政府更以制式說法掌控歷史詮釋；相對地，海外臺灣人社群持續討論事件解釋，民間亦有相關知識與經驗的紀錄與史料出版。為了反制海外臺灣獨立運動論述，政府成立「拂塵專案」、出版《拂去歷史明鏡中的塵埃》，指責追究二二八事件是「撕裂族群」。1981年，國立臺灣師範大學學生李筱峰投入二二八事件的歷史學術研究。1983年，國立臺灣大學學生劉一德等人前往彭孟緝官邸噴漆，政治反對運動亦提出平反要求，試圖突破禁忌。
1987年2月，陳永興、李勝雄和鄭南榕等人共同發起二二八和平日促進會，有56個團體加入，訴求政府公開歷史史料、展開調查、出版研究論文和資料、興建紀念碑和紀念館、每年2月28日訂為國訂假日、公開道歉、賠償二二八受難者傷害損失等。二二八公義和平運動展開祈禱會、祭拜典禮、座談會、演講會、和平遊行等紀念活動，挑戰中國國民黨禁忌；雖然最初遭政府強力壓制，在民主進步黨及無黨籍政治人物推動下，政府逐漸與民間要求密切互動。同年，臺灣省文獻委員會前往各地紀錄二二八事件口述歷史，民間更在嘉義市興建首座二二八紀念碑。
1990年，隨著臺灣逐漸民主化，中華民國總統李登輝確立處理二二八事件與白色恐怖的調性與框架，逐漸正視二二八事件，積極回應民間要求。其中立法院院會首次為事件受難者默哀，行政院院長郝柏村成立二二八事件專案小組展開研究等事項。在臺灣基督長老教會發布道歉函與舉行追思禮拜後，曠野社號召基督教團體在臺北市浸禮宗懷恩堂舉行平安禮拜。1991年，為了督促政府面對二二八事件，民間成立二二八民間研究小組，其後與現代學術基金會、臺美文化基金會首次舉辦國際學術研討會；臺灣統派亦藉由紀念二二八事件提出政治訴求。
另一方面，行政院專案小組成立研究小組撰寫報告，但尋找檔案時遭遇困難。1992年2月，行政院公布《「二二八事件」研究報告》，是官方首本研究報告，並修正過去的說法。同時期，民間研究小組出版《二二八學術研討會論文集》，賴澤涵、戴國煇等亦有專著與專文。行政院還成立二二八建碑委員會，碑址定在臺北新公園，但碑文引發爭議。而首個以受難家屬為成員的組織二二八關懷聯合會成立後，各地亦設有關懷團體。1995年2月28日，在二二八紀念碑落成典禮，李登輝正式以國家元首身分，代表政府向二二八受難者家屬公開表達歉意。

### 轉型正義

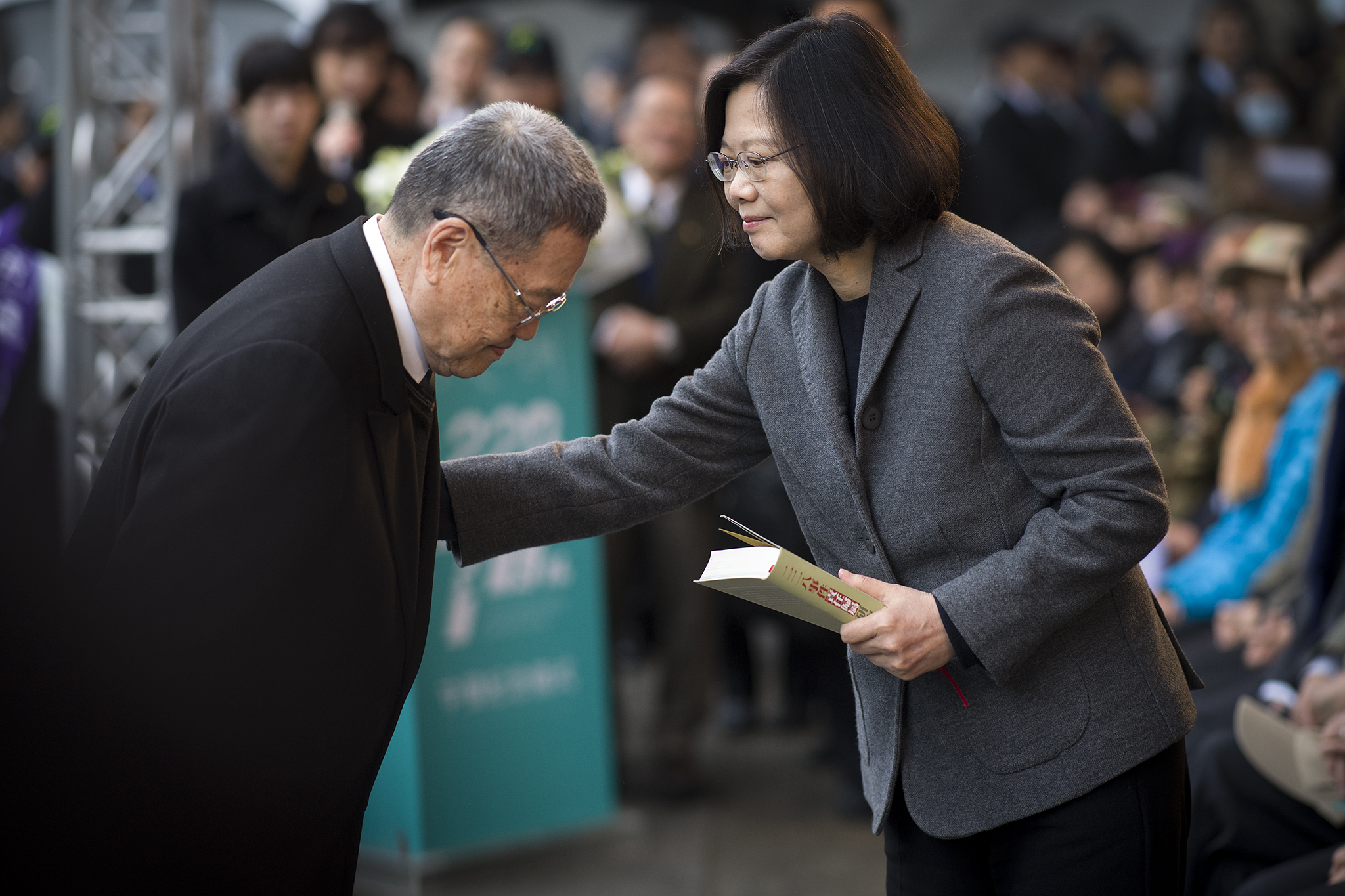
2017年2月28日，中華民國總統蔡英文出席二二八事件70周年中樞紀念儀式，從受難者家屬潘信行手中接過《二二八事件責任歸屬研究報告》

1995年2月，臺北市市長陳水扁宣布將2月28日訂為臺北市「二二八和平紀念日」。同年10月，行政院出資成立二二八事件紀念基金會，積極從事補償金審核發放、紀念追思、撫慰和頒發獎學金等活動。同時經呼籲，政府陸續公開及出版政府檔案史料，另有大量受難者家屬的口述訪查出版。1996年2月28日，陳水扁將臺北新公園改名「二二八和平紀念公園」，其後臺北市政府設置二二八紀念館，主辦各項美展、音樂會等活動。1997年，政府修法將2月28日明訂為國訂假日。1998年底，因陳水扁競選連任失敗，臺北市的平反運動無法進一步推動。
2000年政黨輪替，民主進步黨開始執政，但因立法院未過半等因素，轉型正義未能順利推動。總統陳水扁指示檔案管理局清查與解密檔案、頒發回復名譽證書、發行郵票、核定下半旗紀念。2006年，國史館館長張炎憲等歷史學家出版《二二八事件責任歸屬研究報告》，指出蔣中正應負最大責任，但遭其孫蔣孝嚴控告。2007年，陳水扁核定二二八事件紀念基金會轉型為常設機構，轉往紀念、教育、文化等任務經營，並在隔年成立二二八國家紀念館。同年，陳水扁試圖將中正紀念堂改名，但因中國國民黨在立法院占多數，民主進步黨未能順利推動。
2008年至2016年間，中國國民黨再度完全執政，馬英九政府部分接受轉型正義的價值。總統馬英九在任內持續推動二二八事件的記憶保存，參加紀念追思會、提撥基金、常設性的國家紀念館開館營運，但是避談責任追究問題，轉型正義處於停滯狀態。2010年，中央研究院院士黃彰健、研究員朱浤源等人否認先前《二二八事件責任歸屬研究報告》的結論，將原因指向日本政府，相關言論引發學界爭議。2013年，臺灣年輕世代籌劃紀念二二八事件的共生音樂節。2016年，民主進步黨籍候選人蔡英文當選總統，同時取得行政與立法主導權，首次完全執政。
其後蔡英文政府再度清查政治檔案、查封檔案資料，並主動公布可能的受難者。在推動轉型正義部分，政府首先成立不當黨產處理委員會，對於中國國民黨的黨產爭議進行清查。在《促進轉型正義條例》通過之後，成立促進轉型正義委員會，工作觸及司法方面的除罪化等。另一個重要的轉型正義工程推動機構是國家人權博物館的建置，下有白色恐怖綠島紀念園區及白色恐怖景美紀念園區。2018年起，二二八事件紀念基金會開始推動《二二八事件真相與轉型正義報告》研究。

## 死傷情況

### 死傷人數

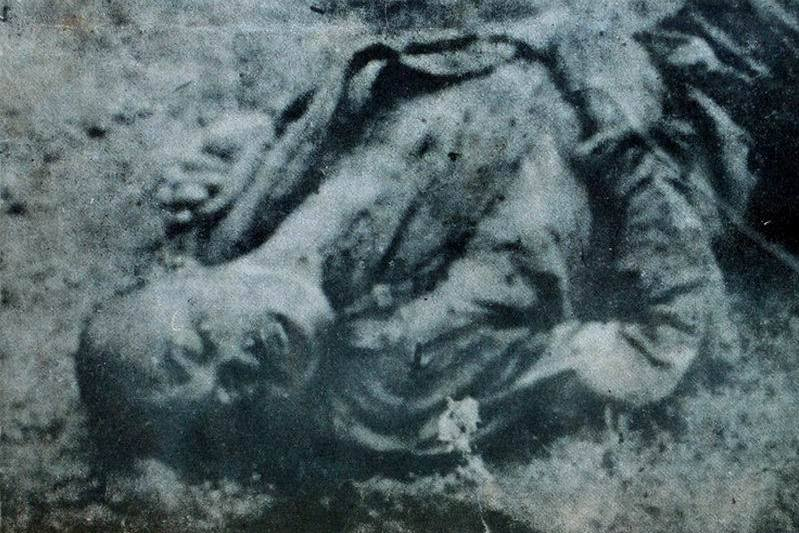
在二二八事件中的喪生者

經由多方的調查研究，已經可以大致描繪二二八事件的經過。在二二八事件前後，政府採取直接的武裝鎮壓，無論是各機關不按法定程序處決人犯、以公開或私下槍斃手段報復臺灣人抗爭行為，或是軍人和警察在街上開槍掃射擊斃，造成大量無辜民眾傷亡，其中遭到殺害的人數估計從1,000人到100,000人不等。其中有多名外省人因為被臺灣籍群眾毆打衝突致死、或因為政府鎮壓喪生，尤其彭孟緝的高雄鎮壓造成外省人最大傷亡。雖然透過蒐集資料、進行訪談及統計分析等方式，當年的死傷人數始終無法掌握一精確數字，但又常被拿來質疑與爭辯。
其中楊亮功和何漢文的調查報告記載中統計死傷人數2,012人，白崇禧報告共計死傷及失蹤人數220人。警備總司令部公布共計有398人死亡，保安司令部估計死傷總人數大約是6,300人。臺灣旅滬六團體的報告估計死亡總數在10,000人以上，《紐約時報》兩篇電訊分別指出死亡人數有2,200人及10,000人兩個數字。蘇新在《憤怒的臺灣》提出被殺人數不下10,000人，葛超智在《被出賣的臺灣》提出20,000人傷亡。王育德在《苦悶的臺灣》提到10,000人至數萬人傷亡，史明在《臺灣人四百年史》甚至估計死傷10餘萬人。
賴澤涵等撰寫的《悲劇性的開端》認為死傷人數低於10,000人，《拂去歷史明鏡中的塵埃》表示死傷及失蹤共2,600人，日本和美國臺灣獨立運動團體估計死亡人數在1萬人到10萬人之間。1992年，行政院二二八研究小組公布《「二二八事件」研究報告》，陳寬政以人口學統計在鎮壓和肅清前後的死亡人數範圍，推估在18,000人至28,000人之間，但未在隨後出版的內容中提出。李喬根據臺灣省政府衛生處資料、以線性回歸計算1946年至1953年間每年人口總數與死亡總數，推估死亡人數19,146人。但因牽涉計算基礎的戶籍資料、假設準確性，人口學推估或統計學計算仍受到質疑。
2021年，《二二八事件真相與轉型正義報告》以文獻分析方式，得出官方檔案記載的最低死亡總數8,317人至11,824人，失蹤人數5人至15人；外省人死亡與失蹤合計89人、受傷1,389人。其中因族群衝突而被毆打致死的外省公務員38人、民眾8人，因政府鎮壓喪生的外省人共31人；外省人死亡或失蹤者幾乎是成年男性，女性死亡或受傷案例極為罕見。二二八國家紀念館館長和部分受害者後人則認為此報告誇大數據，批評此報告使用中國大陸政協出版的來源，目的是為了符合屠殺的定義。截至2023年7月6日，二二八事件紀念基金會受理成立的補償、賠償名單中，共有687件死亡案件和181件失蹤案件。另外在二二八事件紀念基金會公布的可能受難者名單中，累計3,620人受害、27人死亡。

### 受害賠償

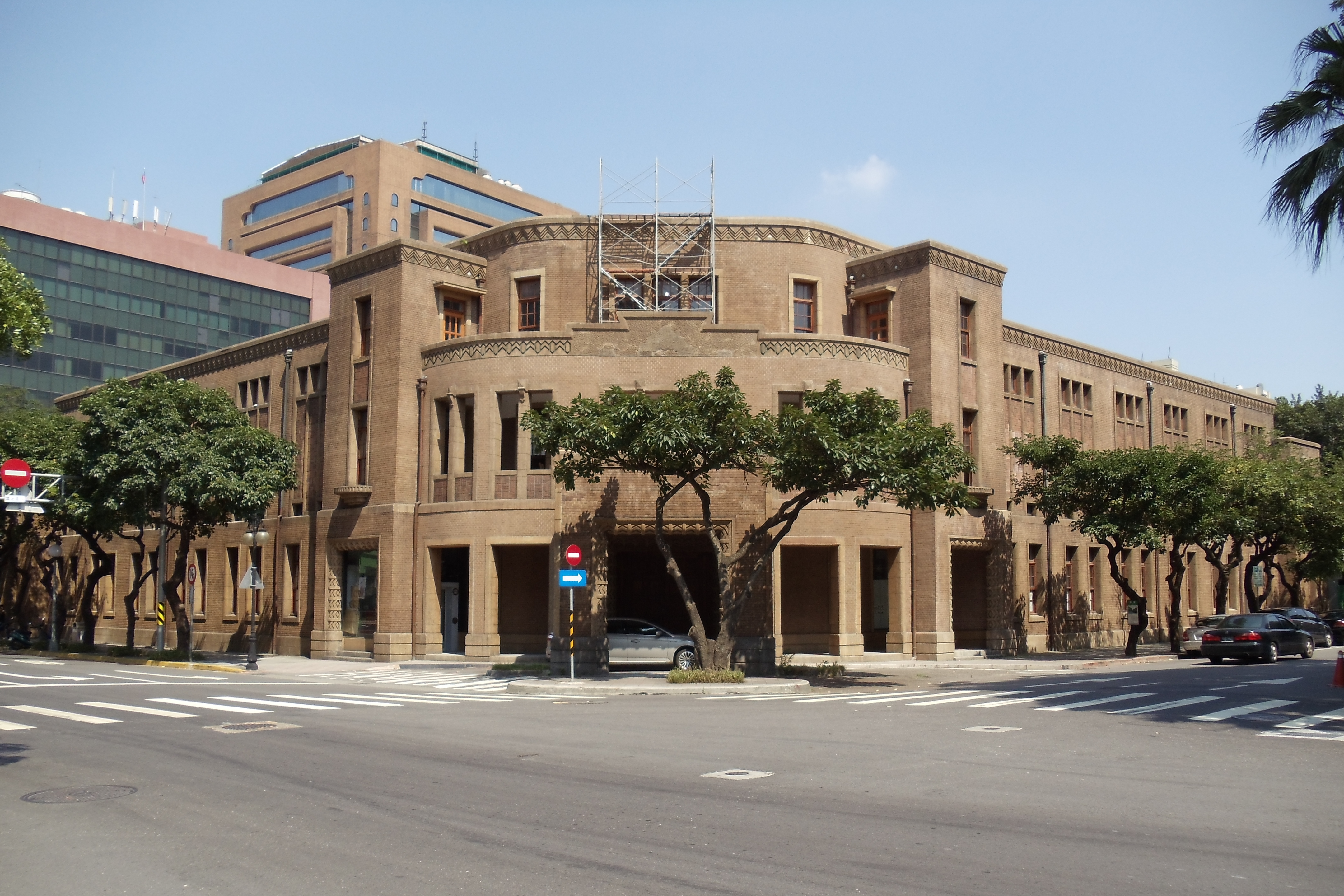
由於多位主張民主改革的臺灣省參議員遭到殺害，後來臺灣省參議會建築被指定為二二八國家紀念館

1947年3月21日，在事件平定、秩序恢復之後，長官公署制定及公布《臺灣省行政長官公署暨所屬各機關公教人員因二二八事件傷亡損失撫卹救濟辦法》，主要是對遭受生命財產損失的外省籍公教人員及其眷屬、僱工發給救濟金，然此一善後撫卹工作並不圓滿。其中救恤辦法規定不盡合理，部分損失鉅額者基於規定只能獲得小部分補償，但也有損失不大卻虛報溢領的補償者；同時除了澎湖縣撫卹擴大所有民眾，其他縣市未及於一般受難民眾。由於救濟金額不足，部分不肖公教人員遂假公濟私，向民眾需索、訛詐，予人以極為惡劣印象。
由於當時獲得救恤的公教人員不多，一般民眾與受難者認為政府從未救恤，要求盡速研擬賠償辦法。1995年3月23日，在中國國民黨主政且佔多數的情況下，立法院通過《二二八事件處理及補償條例》回應民間要求，針對個案進行補償作業。對於民主進步黨立法委員和受難者家屬曾經提出不同法案版本，中國國民黨強力主張將「賠償」條例改為「補償」條例，民主進步黨立法委員為了早日通過決定妥協接受。同年4月，總統李登輝頒布《二二八事件處理及補償條例》，行政院依此成立處理補償事宜的二二八事件紀念基金會。
1998年，比照二二八事件的補償模式，立法院通過《戒嚴時期不當叛亂暨匪諜審判案件補償條例》。在陳水扁總統任內，把前述二法中「補償」用詞更改為「賠償」。政府依照《二二八事件處理及補償／賠償條例》開始進行的平反與賠償作業，主要對象是以本省人為主。截至2023年7月6日，二二八事件紀念基金會核准成立的2,340件二二八事件賠償金申請案件中，計有687人死亡、181人失蹤，另有1,472人遭遇羈押或徒刑、受傷或失能、健康名譽受損、財物損失等，核發補償金額共計7,283,600,000元。
不過在死亡及總死難人數部分，二二八事件紀念基金會已經受理的補償、賠償的案件數，與官方檔案的加總數據（8,317人至11,824人）至少皆達到或趨近10倍的落差。同時在地區層級的對照中，由於二二八事件期間的政治肅殺氛圍，使得死難者家屬當下未立即通報失蹤案件、或是謊報死亡，且官方檔案與史料記載存在時間落差，二二八事件紀念基金會已經受理賠償、補償的失蹤案件數，在大部分情況下皆多於官方檔案加總數據（5人至15人）。

## 造成影響

### 社會環境
二二八事件是戰後臺灣歷史上最為重大的事件之一，其造成的鉅大傷害留下長期社會創傷，深深影響政治發展、社會文化及族群關係等方面。二二八事件發生的背景及其原因相當複雜，為諸多不同因素相互影響產生的結果，同時也是臺灣與中國在1945年首次統一後的結果。經過這次事件，政府嚴重打擊和壓抑臺灣民眾原本對於政治充滿熱忱心理，導致民間長期對於政治抱有不信任感、恐懼感與冷漠。許多經歷過二二八事件的世代絕口不提事件經歷，並總是會勸誡自己的兒女「有耳無嘴」、多聽少說，不要參與政治活動。亦有一批青年在二二八事件后开始转向社会主义思想。
在二二八事件中，許多臺灣社會精英、地方士紳或知識份子遭到計畫地逮捕、暗殺，大力削弱本土勢力。臺灣精英幾乎傷亡殆盡，倖存的地方領袖對政治產生恐懼與冷漠，銷聲匿跡且不再過問。過去由紳士階級、地主領導的地方政治中，地方精英和知識份子參政的熱潮大幅衰減，各縣市參議員歷經劇烈變動，80%成員從政治場域消失，造成精英與歷史的斷層。其後的土地改革及白色恐怖統治改變原有的地方政治生態，依附政府的土豪地痞、黑道流氓、政治新貴逐漸填補空缺，取代傳統精英社會地位，也壟斷政治權力和經濟資源。
二二八事件的爆發，除了因陳儀政府的貪污腐敗引發民怨，也與族群衝突有關。在事件結束後，臺灣人不滿位居統治階層的外省人，中國國民黨政府則誇大外省人受害煽動恐懼，族群間的對立衝突持續深化且難以彌和，這也導致「省籍情結」成為政治敏感問題，影響臺灣社會文化正常發展。隨著臺灣社會精英因為政治迫害與打擊凋零，不但削弱政治影響力，也出現文化發展與傳承的斷層。二二八事件也是歷史集體記憶的喪失，打擊臺灣人自信心理，懾服於中國國民黨威權統治，最終有利於後者一黨專政，並阻礙民主政治發展。
1980年代，隨著臺灣黨外運動蓬勃發展，二二八事件再度被提及，出現在公共論述的場域。1990年代民主化後，臺灣主要針對受難者及家屬發放金錢補償與回復名譽，及公布出版解密檔案、撰寫研究報告等真相揭露工作，但未處理財產返還及追究加害者責任。隨著歷史研究禁忌的突破，學界產出豐富研究成果與相關觀點，挑戰並否定中國國民黨政府在威權黨國體制下的歷史觀點，指出二二八事件的發生有其歷史背景，而不再視為叛亂、暴動。而在1989年8月19日設立首座紀念碑後，臺灣各地陸續興建20幾座二二八和平紀念碑。

### 流行文化

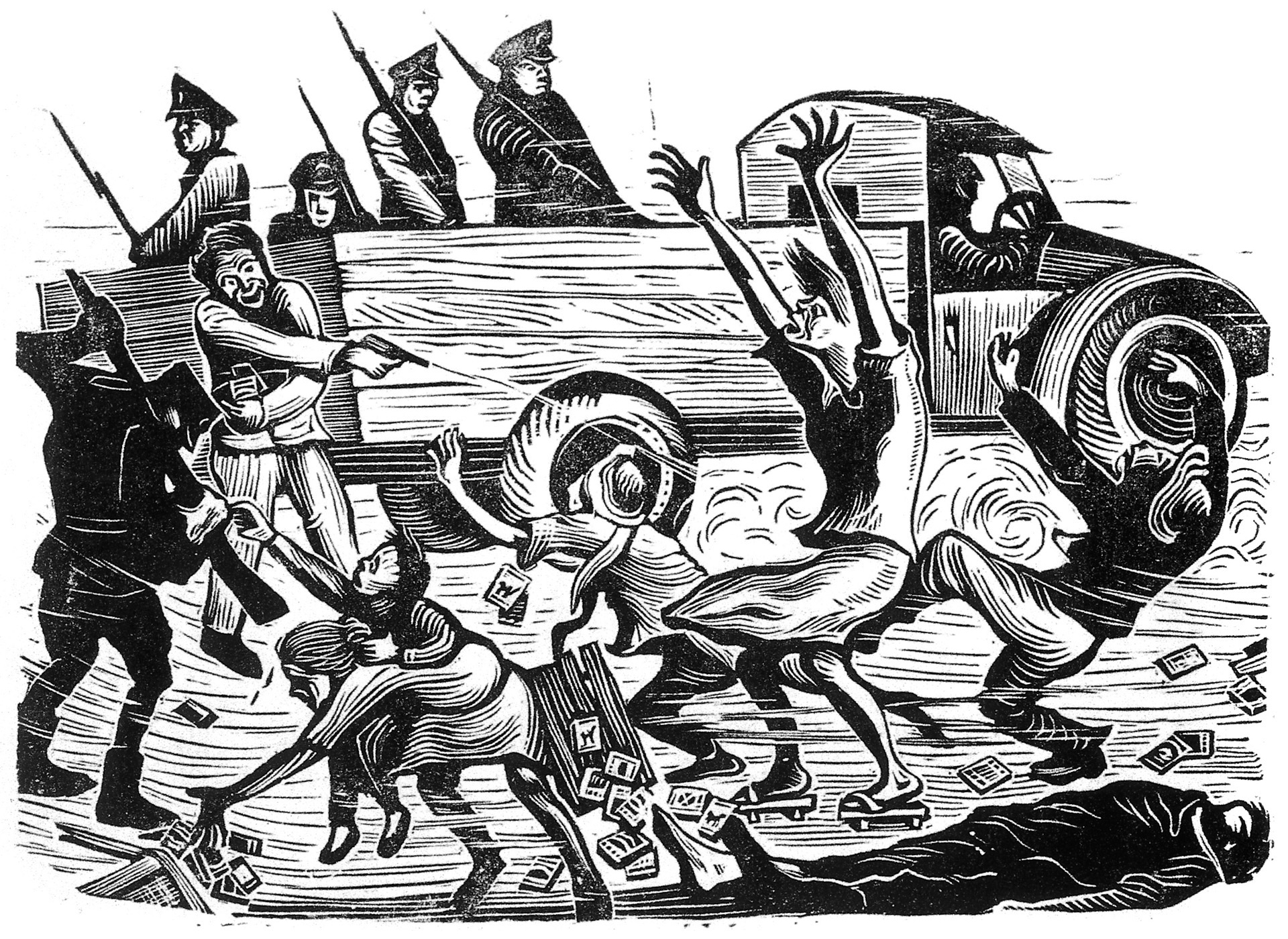
黃榮燦的版畫創作《恐怖的檢查》描繪二二八事件的情況

在戰後初期，臺灣引入五四運動、魯迅文學、報導文學及左翼美術等創作元素。在二二八事件後，臺灣社會精英分子遭到捕殺，人民對此不再發表意見，影響各種歷史紀錄、文學寫作、藝術創作、音樂創作等發表。例如版畫家黃榮燦曾因同情二二八事件創作版畫《恐怖的檢查》，但遭逮捕、羅織罪名，1952年處死。中國國民黨還藉此去除障礙，加上政府撤退臺灣，積極推展「中國化」政策以營造政權「正統性」，助長1950年代白色恐怖。政府強力灌輸中華文化建立「文化霸權」，社會充斥「大中國」的影子，臺灣文化則被漠視壓制。
直到1987年推動的二二八公義和平運動突破文化禁忌後，文學家、藝術家不再躲避二二八事件主題，而以此題材創作出具臺灣文化特色的作品，二二八事件成為臺灣的重要文化資產。其中在1989年，導演侯孝賢拍攝以二二八事件為背景的電影《悲情城市》。這類以二二八事件為主題的電影或紀錄片創作，還有導演林正盛在2000年拍攝的《天馬茶房》，導演鄭文堂與公共電視臺在2005年拍攝的《傷痕二二八》，另外電視劇導演游堅煜曾拍攝以白色恐怖為題材的電視劇《臺灣百合》。
1992年2月，國家音樂廳舉行二二八事件紀念音樂會，是首次為二二八事件舉辦的音樂會，其後連續數年舉辦紀念音樂會。在音樂作品部分，則有蕭泰然創作的《一九四七序曲》、閃靈樂團的《暮沉武德殿》和《烏牛欄大護法》、周定邦的《BOK血Ê孔嘴》。在文學作品部分，作家李喬經過長期田野調查完成文學作品《埋冤，一九四七埋冤》，其他還有吳濁流的《無花果》和《臺灣連翹》、李昂的《彩妝血祭》、楊小娜的《綠島》等。2006年，詩人李魁賢發表臺語詩詞作品《二二八安魂曲》，並與柯芳隆合作製成合唱曲。

## 外部連結
- （繁體中文） 二二八事件紀念基金會 （页面存档备份，存于）
- （繁體中文） 台北二二八紀念館 （页面存档备份，存于）
- （繁體中文） 二二八事件檔案資料庫 （页面存档备份，存于）
- （繁體中文） 二二八事件臺灣本地新聞史料 （页面存档备份，存于）